# 1935
1935 (MCMXXXV) byl rok, který dle gregoriánského kalendáře započal úterým.

## Události
Československo
- 20. března – bylo zřízeno ŘOP a RO pro řízení výstavby opevnění
- 16. května – uzavřena československo-sovětská spojenecká smlouva.
- 19. května – volby do parlamentu Československé republiky. Nejvíce hlasů dostala Sudetoněmecká strana (15,2 %), ale nejvíce mandátů obdržela Republikánská strana zemědělského a malorolnického lidu (14,3 %). Dále následovaly Československá sociální demokracie (12,6 %), KSČ (10,3 %), ostatní strany získaly pod 10 % hlasů.
- 4. června – prezident T.G. Masaryk jmenoval v Lánech 14. československou vládu, široké koalice, 3. vládu Jana Malypetra (nahradila 2. vládu J. Malypetra, která 28. května 1935 podala demisi).
- 27. října – V předvečer státního svátku byla zahájena monumentální výstava Gotické umění na Moravě a ve Slezsku v galerii Moravského muzea v Brně
- 5. listopadu – prezident T.G. Masaryk jmenoval v Lánech 15. československou vládu, široké koalice, 1. vládu Milana Hodži
- 14. prosince Tomáš Garrigue Masaryk abdikoval ze zdravotních důvodů na zámku v Lánech na funkci prezidenta Československá republiky
- 18. prosince Edvard Beneš zvolen novým prezidentem

Svět
- 23. února – Paraguay se stala členem Společnosti národů
- leden – Mao Ce-Tung se stal tajemníkem Komunistické strany Číny
- 16. března – Vznikl Wehrmacht
- 14. května – V americkém Los Angeles byl pro veřejnost otevřen Griffith Park
- 25. července – 25. srpna – VII. kongres III. internacionály znamenal nahrazení politiky „Třída proti třídě“ heslem Lidové fronty – výrazný obrat k antifašismu.
- 2. října – Italové začínají válku v Habeši (dnešní Etiopie) → Hitler (Německo) podporuje Itálii a garantuje jí i Jižní Tyrolsko (Südtirol)
- říjen – Vytvořena Kalmycká ASSR
- povodně na řece Jang-c’-ťiang
- Vítězství Paraguaye ve válce s Bolívií o oblast Gran Chaco.
- Zemětřesení v Indii v Quettě si vyžádalo 60 000 obětí.

## Vědy a umění
- 8. listopadu – Premiéra romantického filmového drama režiséra Miroslava Josefa Krňanského s debutující Natašou Gollovou Bezdětná natočené podle stejnojmenné předlohy Ignáta Herrmanna.
- 10. prosince – první pokusný televizní přenos v Československu. Dr. Jaroslav Šafránek uvedl do provozu první kompletní televizní aparaturu pro vysílání a příjem mechanické televize, určenou pro experimenty a demonstraci.
- Charles Richter vymyslel tzv. Richterovu škálu
- První vysílání čistě elektronické televize v USA.
- Erwin Schrödinger navrhuje myšlenkový experiment nazvaný Schrödingerova Kočka.

## Nobelova cena
- Nobelova cena za fyziku – James Chadwick za objev neutronu
- Nobelova cena za fyziologii a lékařství – Hans Spemann za objev organizátorského efektu v embryonálním vývojovém stádiu
- Nobelova cena za chemii – Frédéric Joliot-Curie a Irène Joliot-Curieová za syntézu nových radioaktivních prvků
- Nobelova cena za literaturu – nebyla udělena
- Nobelova cena za mír – Carl von Ossietzky

## Narození

### Česko

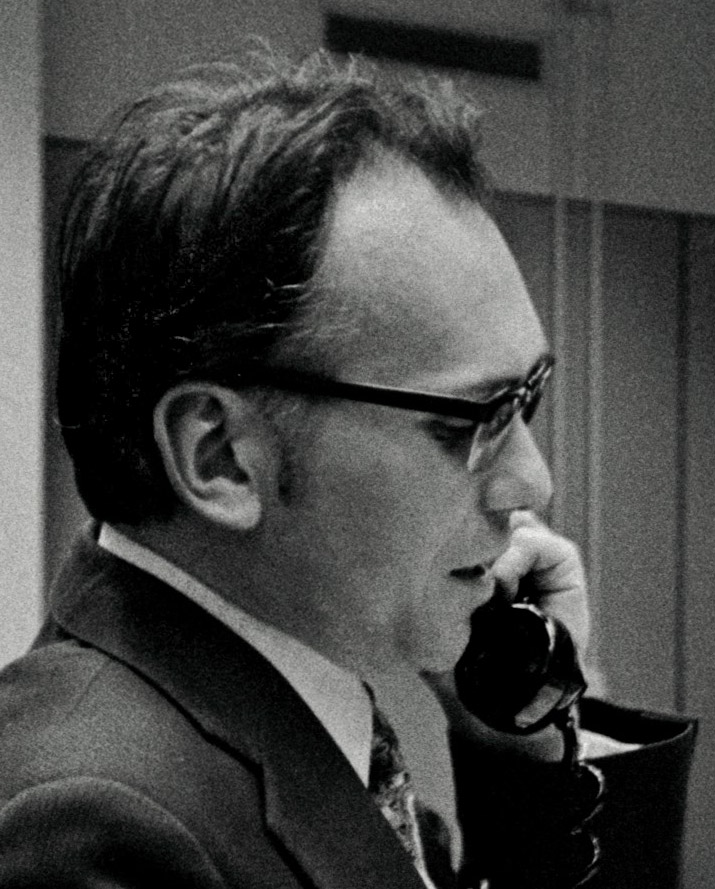
Luboš Kohoutek (* 29. ledna)

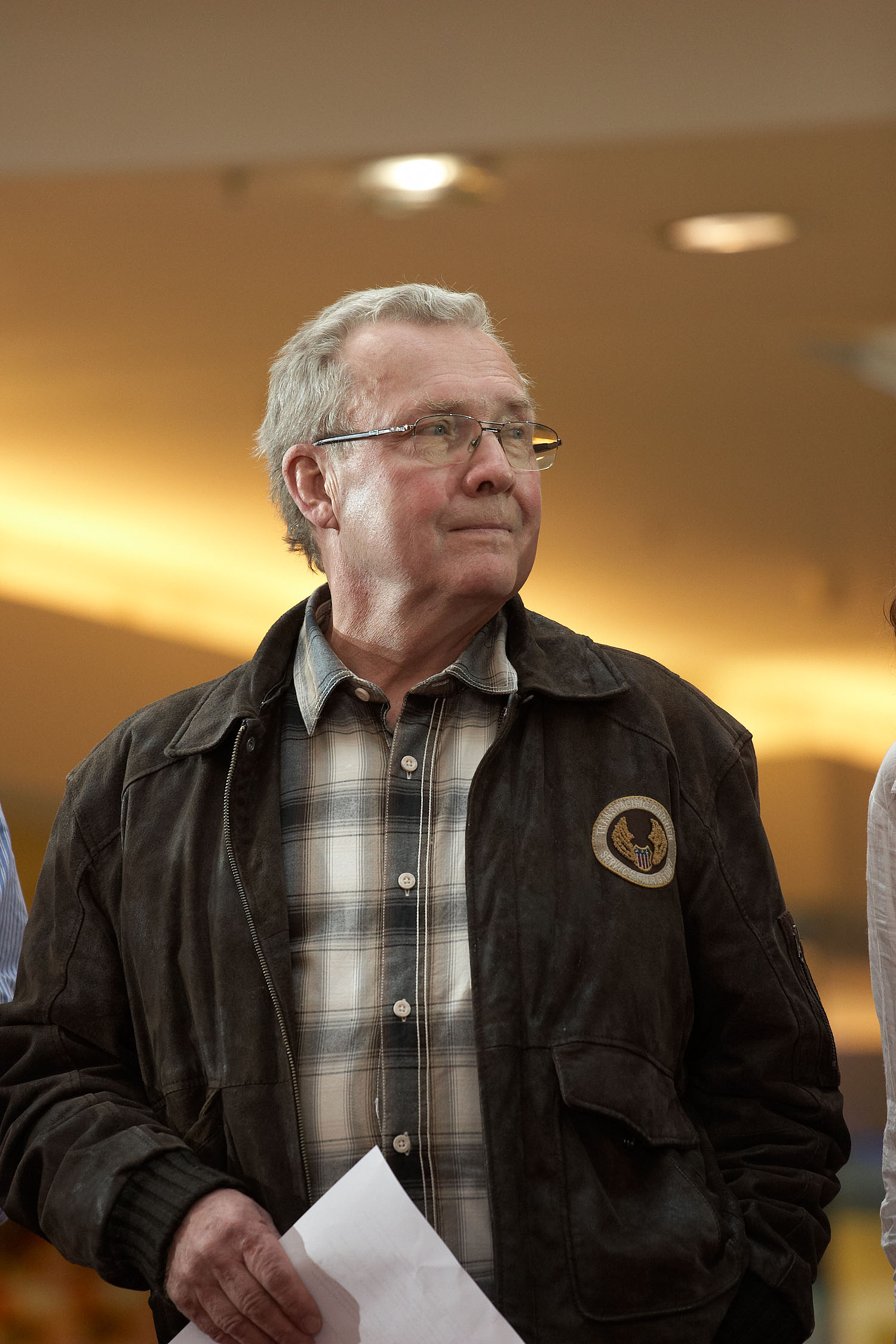
Rudolf Jelínek (* 27. února)

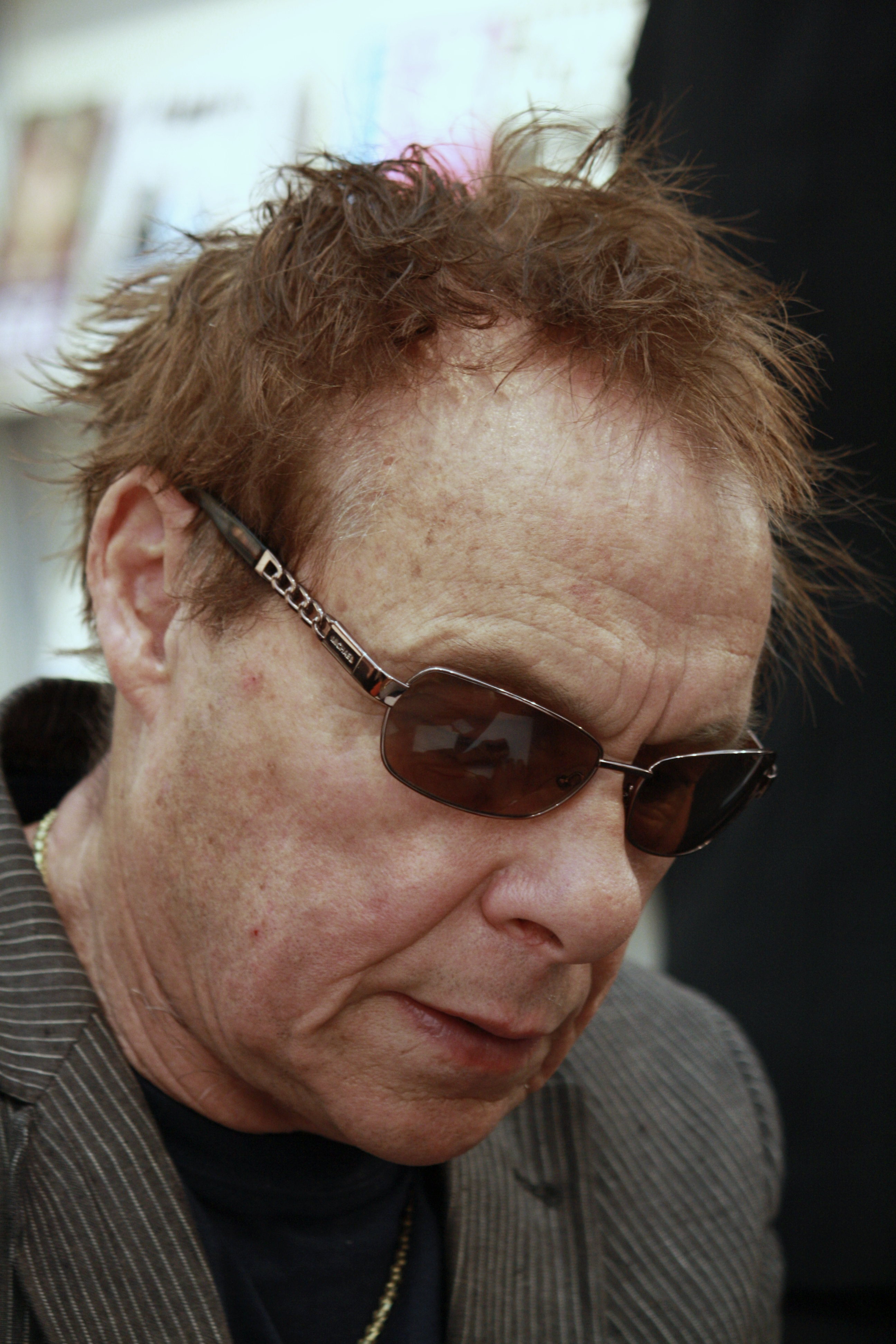
Jan Saudek (* 13. května)

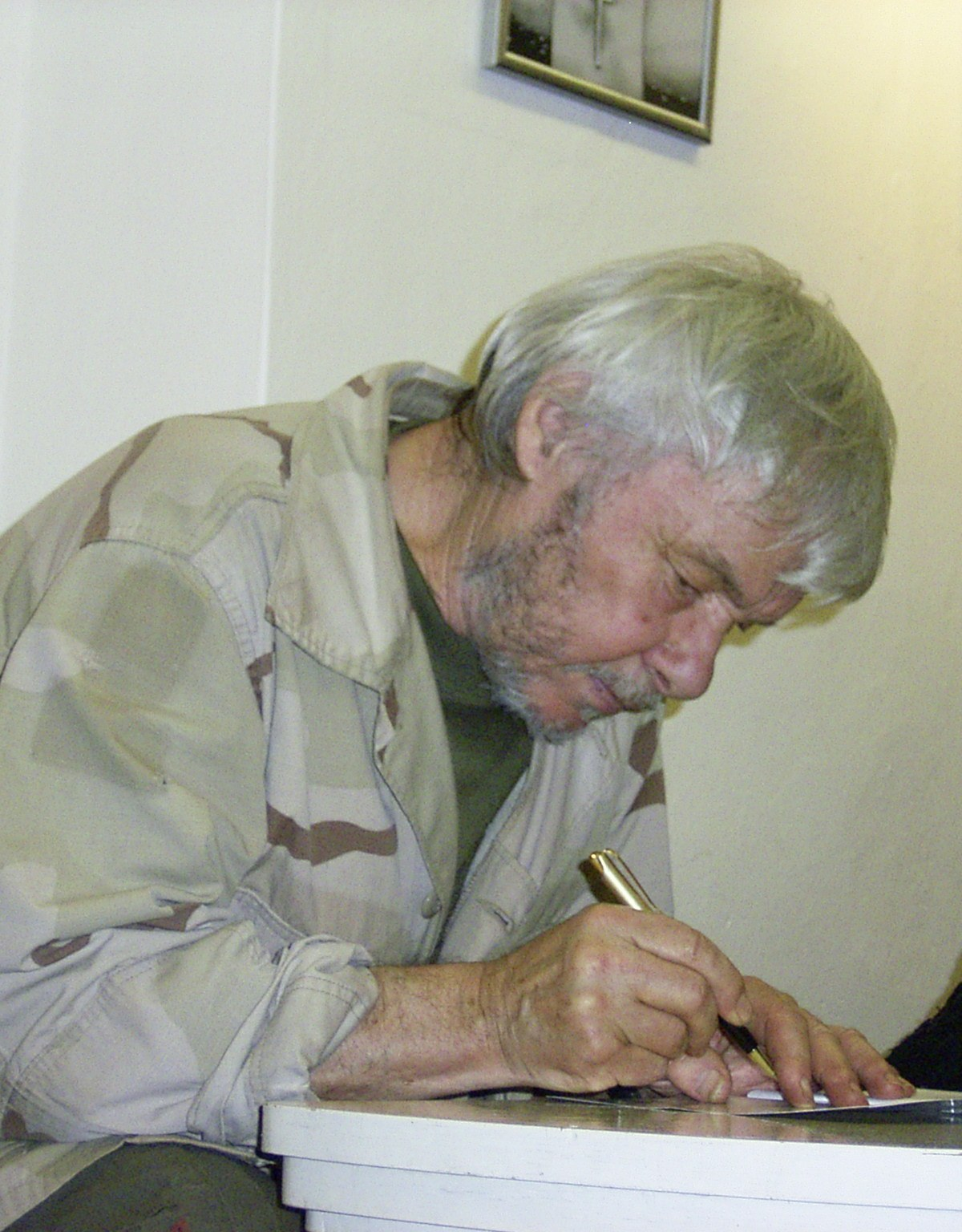
Kája Saudek (* 13. května)

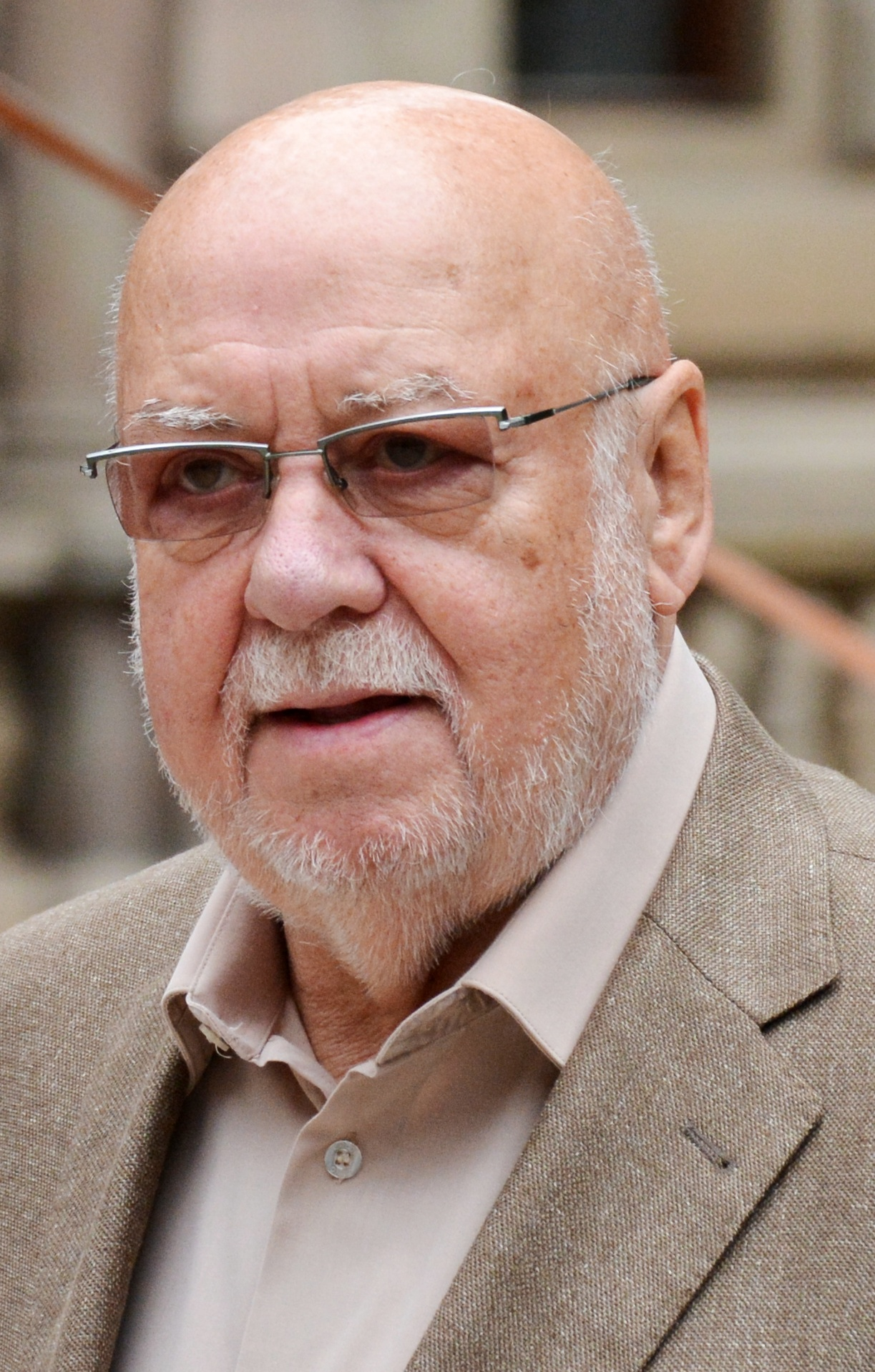
Václav Hybš (* 3. června)

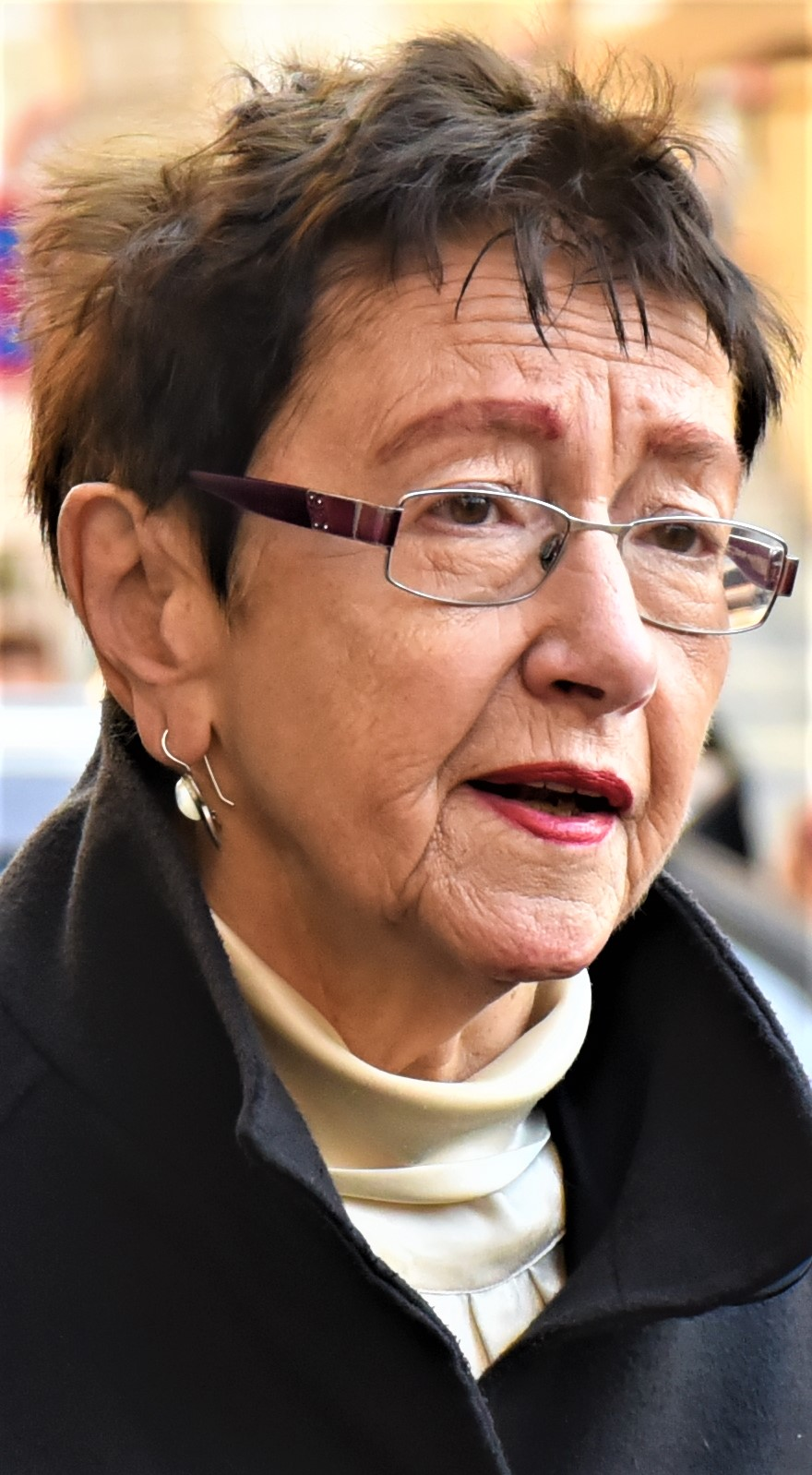
Jiřina Šiklová (* 17. června)

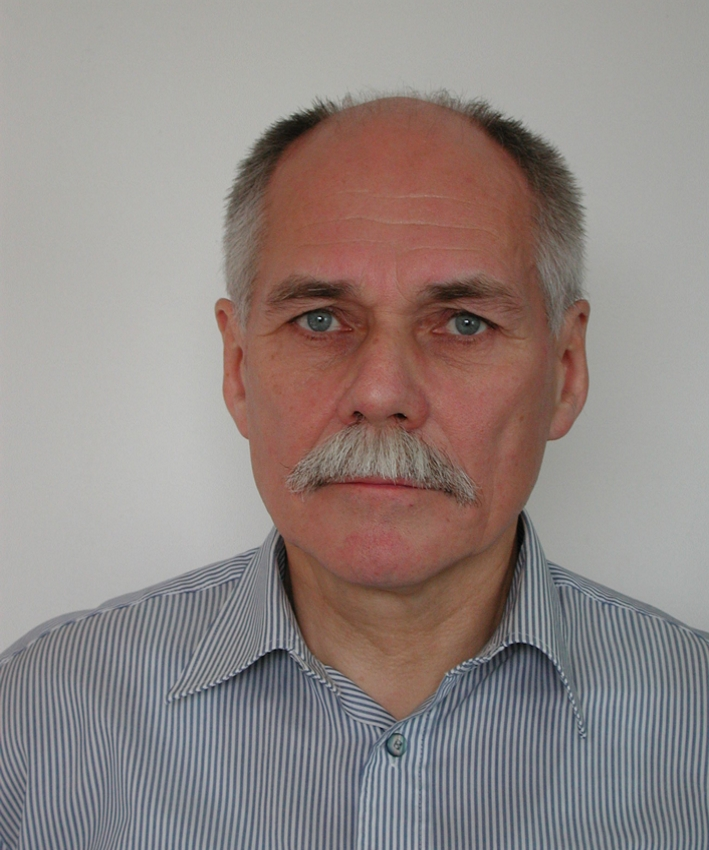
Bedřich Moldan (* 15. srpna)

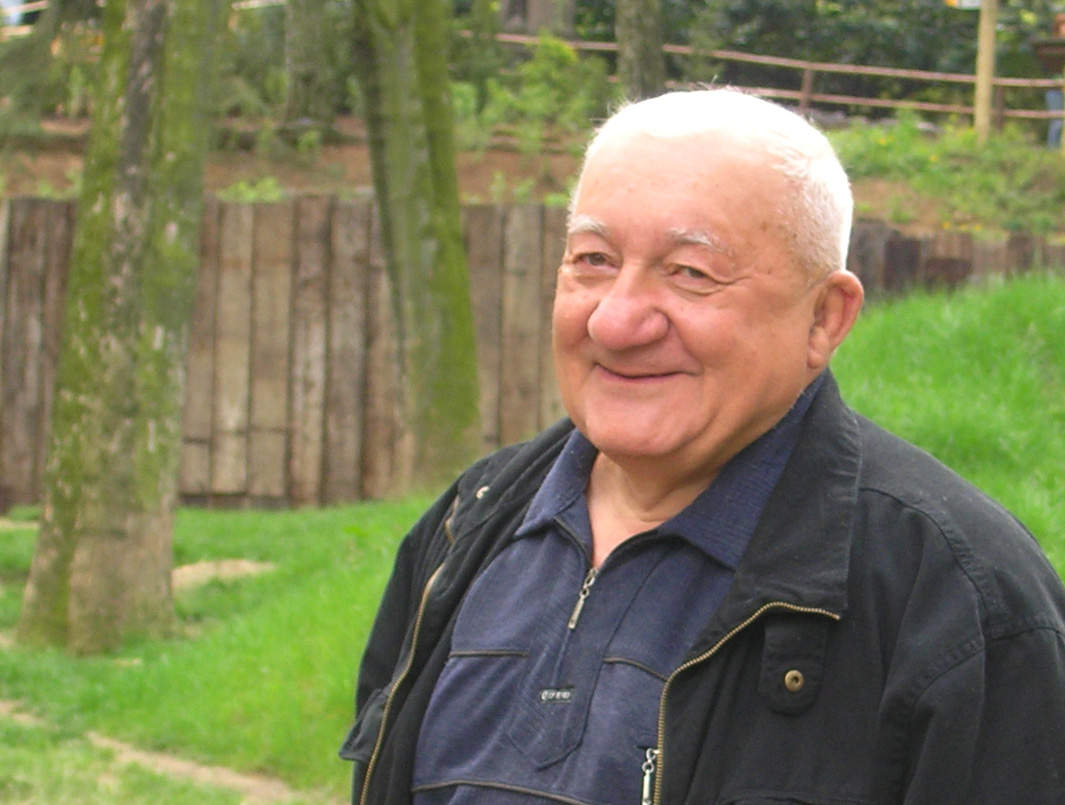
Zdeněk Srstka (* 26. září)

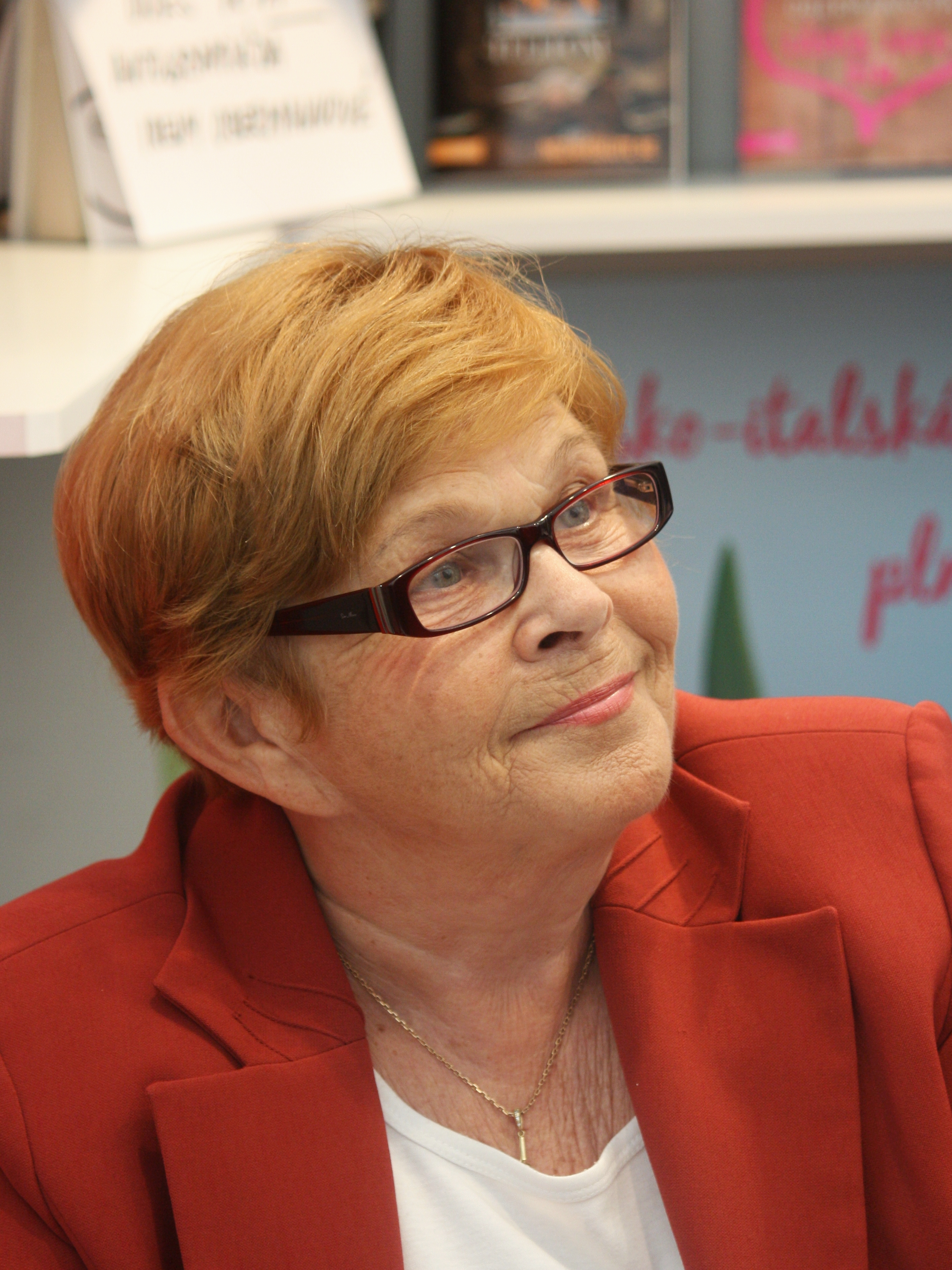
Ivanka Devátá (* 27. listopadu)

- 01. ledna – Karel Paukert, varhaník, hobojista a umělecký kurátor
- 14. ledna – Bohumil Smejkal, houslista a dirigent († 22. března 2009)
- 15. ledna – Miloš Trapl, historik a spisovatel
- 17. ledna – Milan Riehs, herec († 23. července 2012)
- 24. ledna
  - Milena Flodrová, brněnská historička
  - Miroslava Nová, sochařka a medailérka
- 25. ledna – Svatava Simonová, režisérka († 25. března 2018)
- 29. ledna – Luboš Kohoutek, astronom († 30. prosince 2023)
- 02. února – Josef Trousil, československý atlet, běžec
- 03. února
  - Božena Šimková, scenáristka a spisovatelka († 4. srpna 2018)
  - Aleš Veselý, sochař a pedagog († 14. prosince 2015)
- 05. února – Jaroslav Toť, filmový a divadelní herec († 19. září 2005)
- 06. února – Rudolf Slánský mladší, disident, diplomat († 17. dubna 2006)
- 08. února – Josef Klán, operní pěvec (bas) († 11. prosince 2012)
- 11. února – Miroslav Lajkep, lékárník, spisovatel a politik († 19. listopadu 2018)
- 13. února – Jiří Michný, herec († 25. srpna 1971)
- 14. února
  - Otakar Chaloupka, učitel, literární kritik a vědec, spisovatel († 9. července 2013)
  - Bohumil Kubát, československý zápasník, bronz na OH 1960 († 12. května 2016)
- 15. února
  - Miroslav J. Černý, akademický malíř, grafik a sochař († 7. června 2007)
  - Vlastimil Novobilský, chemik, pedagog a esperantista († 11. února 2021)
  - Vladimír Smékal, psycholog
- 16. února – Vlastimil Ehrenberger, ministr vlád ČSSR († 27. května 2018)
- 17. února – Jan Bouzek, archeolog († 3. listopadu 2020)
- 27. února – Rudolf Jelínek, herec († 10. srpna 2024)
- 28. února
  - Jan Bartůšek, reportážní fotograf († 11. září 1993)
  - Drahomíra Drobková, operní pěvkyně († 30. června 2022)
- 04. března – Jiří Fiedler, historik, redaktor, překladatel a muzejník († 31. ledna 2014)
- 13. března – Miriam Kantorková, zpěvačka, herečka a moderátorka
- 23. března – Otakar Hulec, historik Afriky
- 26. března – Jiří Kormaník, československý zápasník, stříbro na OH 1964 († 3. listopadu 2017)
- 28. března – Mirek Hoffmann, countryový zpěvák, textař a skladatel († 12. března 2019)
- 01. dubna – Josef Topol, básník a dramatik († 15. června 2015)
- 04. dubna – Wabi Ryvola, trampský písničkář († 27. února 1995)
- 06. dubna – Pavel Teimer, grafik a typograf († 1. ledna 1970)
- 07. dubna – Milan Jíra, klavírista, hudební dramaturg, publicista, skladatel a dirigent († 11. července 2016)
- 10. dubna – Sylvie Daníčková, herečka, konferenciérka, redaktorka a překladatelka
- 11. dubna – Jaroslav Vávra, československý ministr stavebnictví ČR a politik
- 16. dubna
  - Eduard Krützner, hráč a trenér ragby, prezident České rugbyové unie
  - Miloslav Pěnička, hudební skladatel žijící v Austrálii
- 17. dubna – Jiří Šalamoun, výtvarník, ilustrátor, autor kreslených filmů († 31. března 2022)
- 19. dubna – Josef Vojta, československý fotbalový reprezentant († 6. března 2023)
- 21. dubna
  - Vladimír Hulpach, spisovatel, editor a scenárista
  - Věra Nerušilová, zpěvačka, šansoniérka a herečka
- 28. dubna
  - Alena Kučerová, grafička
  - František Valouch, básník, literární kritik († 7. ledna 2017)
- 30. dubna – Gerhard Tschunko, horolezec, čestný člen ČHS
- 02. května – Leon Juřica, hudební skladatel a pedagog († 31. srpna 2014)
- 03. května – Vladimír Branislav, scenárista, dramaturg, reportér a režisér († 30. září 2015)
- 08. května – Jaroslav Hovadík, grafik, malíř a sochař († 20. května 2011)
- 13. května
  - Jan Saudek, fotograf
  - Kája Saudek, malíř a komiksový kreslíř († 26. června 2015)
- 15. května – Jaroslav Bílý, skladatel a dirigent († 16. července 2010)
- 16. května – Petr Vopěnka, matematik a filozof († 20. března 2015)
- 18. května – Ivan Dorovský, literární vědec, překladatel, básník a publicista († 24. srpna 2021)
- 22. května
  - Jiří Kaftan, herec, mim, tanečník a divadelní pedagog († 11. listopadu 2011)
  - Jaroslav Opěla, dirigent († 25. června 2016)
- 25. května – Jiří Kraus, jazykovědec, lexikograf, překladatel († 23. října 2022)
- 26. května
  - Lubomír Nácovský, československý olympionik, sportovní střelec († 10. března 1982)
  - Radim Vašinka, herec, divadelní režisér a dramatik († 10. srpna 2016)
- 28. května
  - Roman Ráž, spisovatel, dramaturg, režisér a scenárista († 26. ledna 2022)
  - Miroslav Toman, československý politik, ministr († 21. července 2023)
- 29. května – Ivo Vasiljev, koreanista a vietnamista († 23. října 2016)
- 30. května – James Janíček, malíř († 30. dubna 2021)
- 03. června – Václav Hybš, hudebník, trumpetista, dirigent, hudební aranžér
- 06. června – Karel Augusta, herec († 31. května 1998)
- 07. června – Rudolf Zukal, fotograf († 17. prosince 2010)
- 8. června – Vladimír Janovic, spisovatel-básník, překladatel, redaktor a pedagog
- 10. června – Alena Husková, klavíristka, dirigentka, korepetitorka († 6. srpna 2008)
- 15. června – Jan Kříž, historik umění
- 17. června – Jiřina Šiklová, socioložka a publicistka († 22. května 2021)
- 20. června – Pavel Hobl, režisér († 20. května 2007)
- 24. června – Jiří Teml, hudební skladatel a rozhlasový producent
- 27. června – Ladislav Fládr, sochař, medailér a pedagog († 29. srpna 2007)
- 30. června – Vladimír Príkazský, novinář a politik († 12. května 2021)
- 02. července – Zdeňka Vasiljevová, historička Dálného východu († 23. března 2004)
- 06. července – Otakar Vystrčil, československý malíř, grafik a pedagog († 10. září 2021)
- 10. července – Miroslav Maňas, statistik a prorektor pro vědu a výzkum na VŠE († 20. července 2024)
- 15. července – Petr Lom, lékař, politik a diplomat († 3. května 2003)
- 22. července – Antonín Máša, spisovatel, scenárista, dramatik, režisér († 4. října 2001)
- 26. července – Franz Karl Auersperg, rakouský šlechtic, politik a odborář († 26. ledna 2008)
- 01. srpna – Naďa Svozilová, bohemistka, albanistka a balkanoložka († 27. ledna 2021)
- 02. srpna – Pavel Juráček, filmový režisér a scenárista († 20. května 1989)
- 04. srpna – Luděk Bukač, československý hokejový reprezentant († 20. dubna 2019)
- 05. srpna – Antonín Hardt, herec
- 07. srpna – Vladimír Bystrov, publicista a překladatel († 1. června 2010)
- 08. srpna – Mirko Škampa, violoncellista a pedagog († 5. října 2023)
- 14. srpna – Jaroslav Kepka, herec († 24. dubna 2019)
- 15. srpna – Bedřich Moldan, geochemik, ekolog, publicista a politik
- 20. srpna – Marie Kyselková, manekýnka a herečka († 21. ledna 2019)
- 22. srpna – Inna Rottová, spisovatelka († 27. června 2018)
- 23. srpna
  - Eva Hajičová, jazykovědkyně a profesorka lingvistiky
  - Libuše Švormová, herečka
- 24. srpna
  - Miloš Budík, fotograf († 12. února 2023)
  - Václav Mergl, režisér, výtvarník, scenárista
- 29. srpna – Miroslav Vacek, ministr národní obrany ČSSR a ČSFR († 31. prosince 2022)
- 02. září – Vladimír Válek, dirigent († 16. února 2025)
- 05. září – Petr Horák, filosof a vysokoškolský pedagog
- 09. září – Čestmír Mudruňka, akademický sochař a restaurátor
- 11. září – Rudolf Hegenbart, místopředseda vlády České socialistické republiky
- 17. září – Eva Palyzová, dostihová žokejka († 6. července 2011)
- 26. září – Zdeněk Srstka, sportovec vzpěrač, herec, kaskadér a moderátor († 29. července 2019)
- 30. září – Luboš Fišer, hudební skladatel († 22. června 1999)
- 11. října – Vlastimil Baruš, biolog, parazitolog a politik († 6. září 2014)
- 13. října – Antonín Přidal, překladatel, spisovatel, publicista († 7. února 2017)
- 18. října
  - Jana Werichová, herečka, scenáristka a překladatelka († 9. května 1981)
  - Viola Fischerová, básnířka a překladatelka († 4. listopadu 2010)
- 19. října – Miroslav Vlach, československý hokejový útočník († 8. prosince 2001)
- 25. října
  - Zdeněk Hnát, klavírista a pedagog
  - Zdeněk Pololáník, hudební skladatel, varhaník a pedagog († 12. srpna 2024)
- 02. listopadu – Iva Hercíková, spisovatelka († 27. ledna 2007)
- 05. listopadu – Antonín Kubálek, klavírista († 19. ledna 2011)
- 08. listopadu – Jan Byrtus, fotograf († 27. července 1992)
- 14. listopadu – Jan Sekera, historik umění a galerista († 10. ledna 2015)
- 18. listopadu – Zdeněk Johan, geolog a mineralog († 13. února 2016)
- 20. listopadu – Jiří Švec, československý reprezentant v řecko-římském zápase († 30. června 2014)
- 27. listopadu – Ivanka Devátá, herečka a spisovatelka
- 08. prosince – Jaroslav Souček, operní pěvec (barytonista) († 2. ledna 2006)
- 10. prosince
  - Jaromil Jireš, filmový scenárista a režisér († 24. října 2001)
  - Ivan Štoll, fyzik, pedagog a popularizátor vědy († 5. září 2017)
- 11. prosince – Eduard Schmidt, fyzik, rektor Masarykovy univerzity v Brně († 10. listopadu 2021)
- 30. prosince – Jaroslava Pešicová, malířka, grafička a ilustrátorka († 30. srpna 2015)
- ? – Robert Gill, spisovatel († 2012)

### Svět

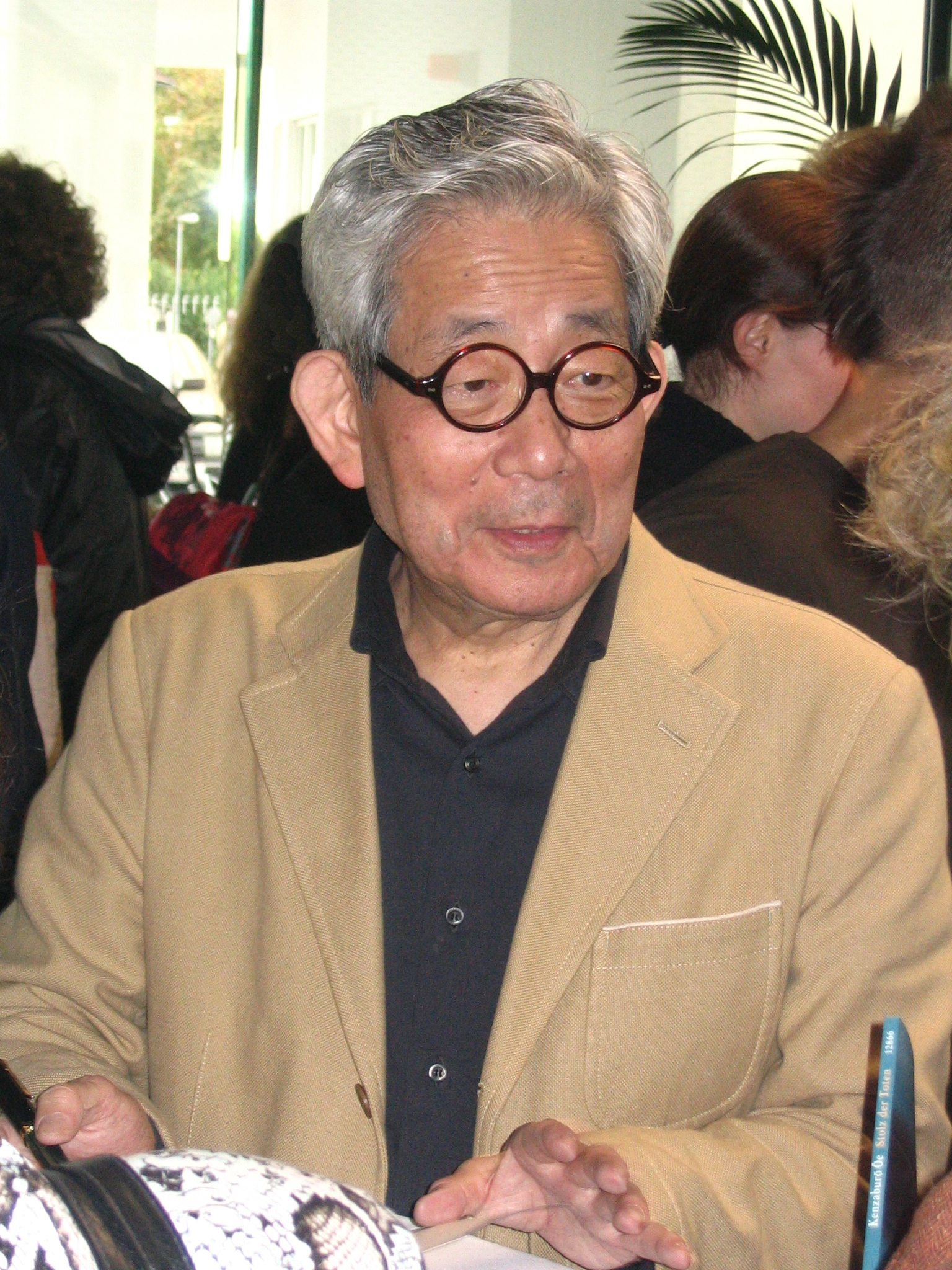
Kenzaburó Óe (* 2. ledna)

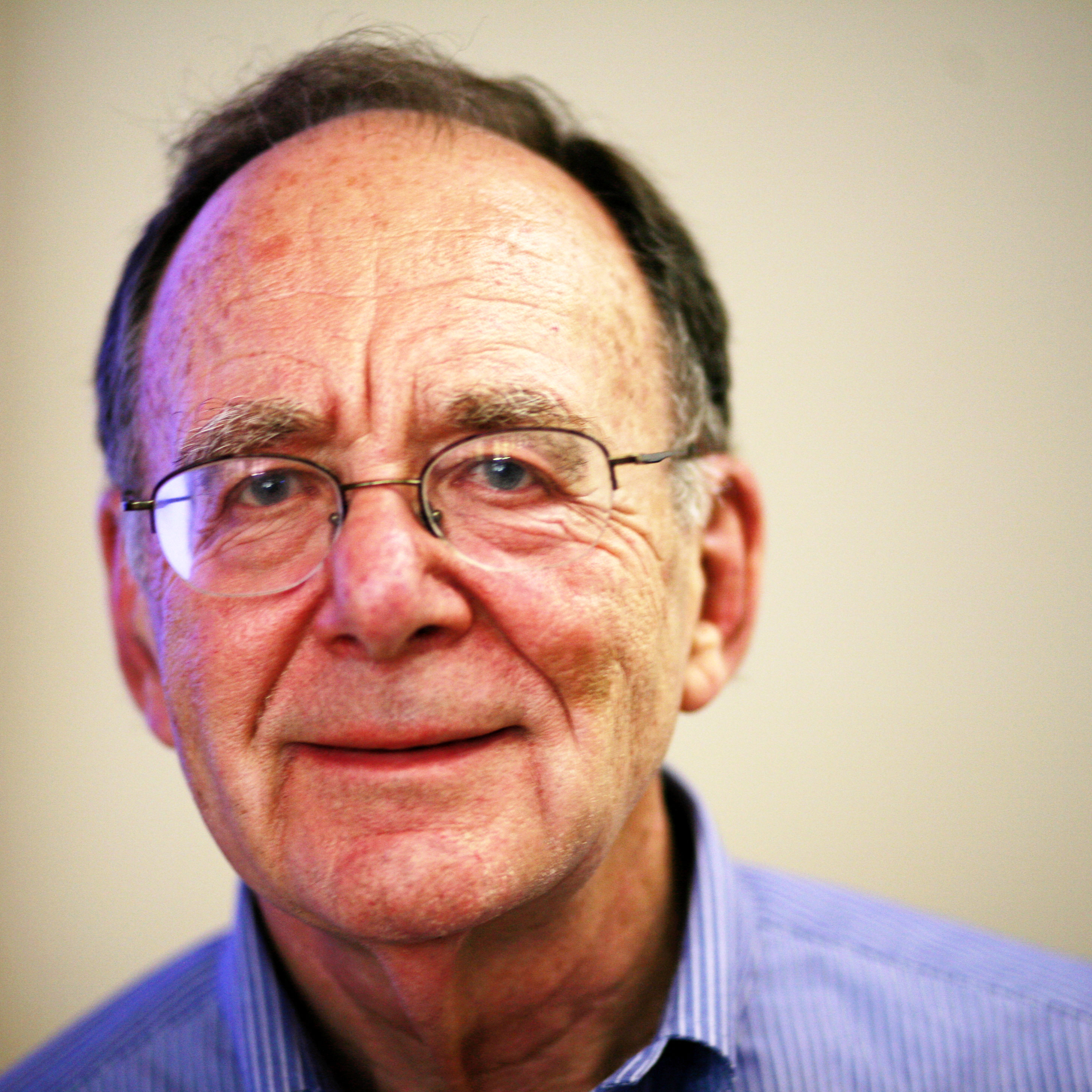
Richard M. Karp (* 3. ledna)

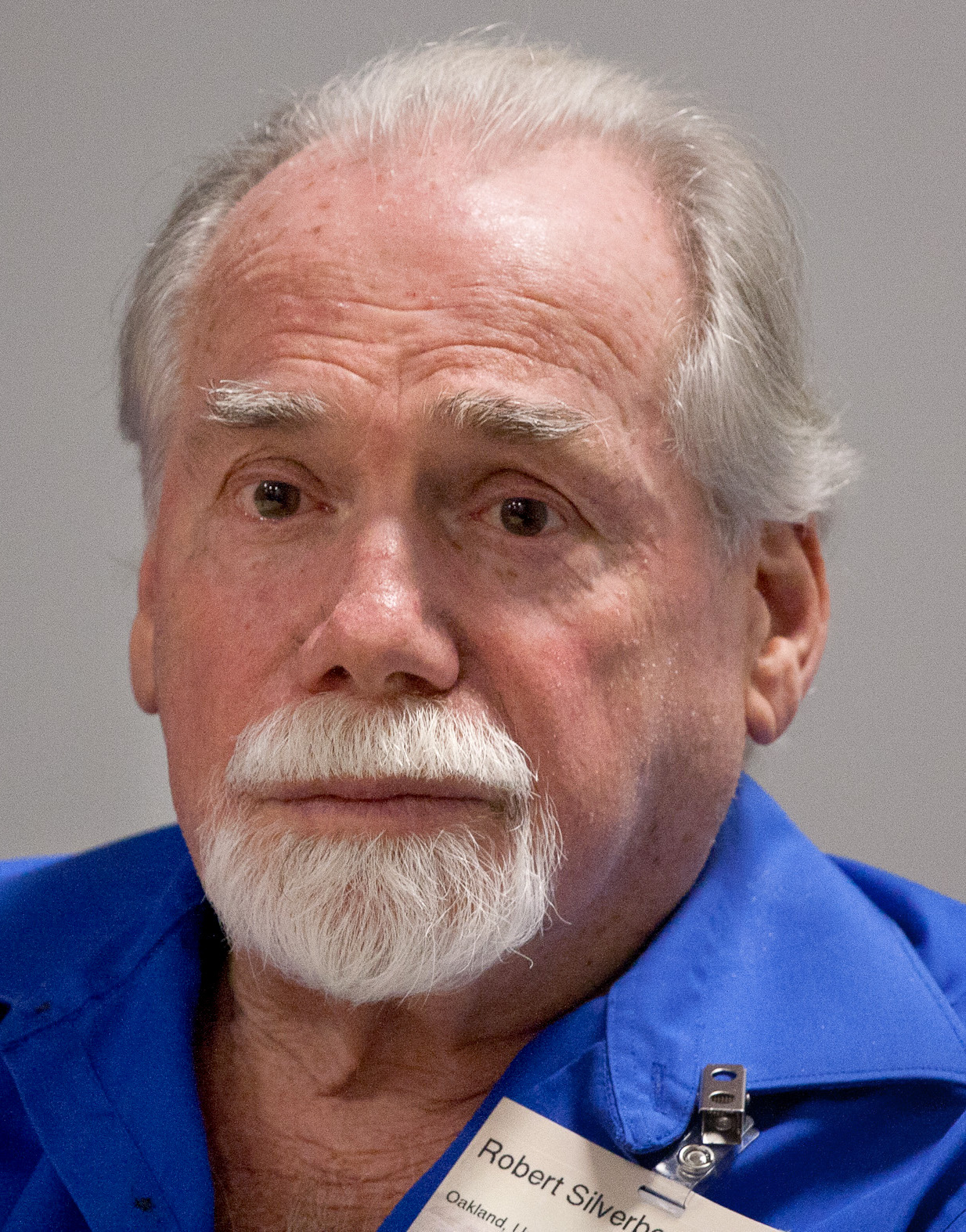
Robert Silverberg (* 15. ledna)

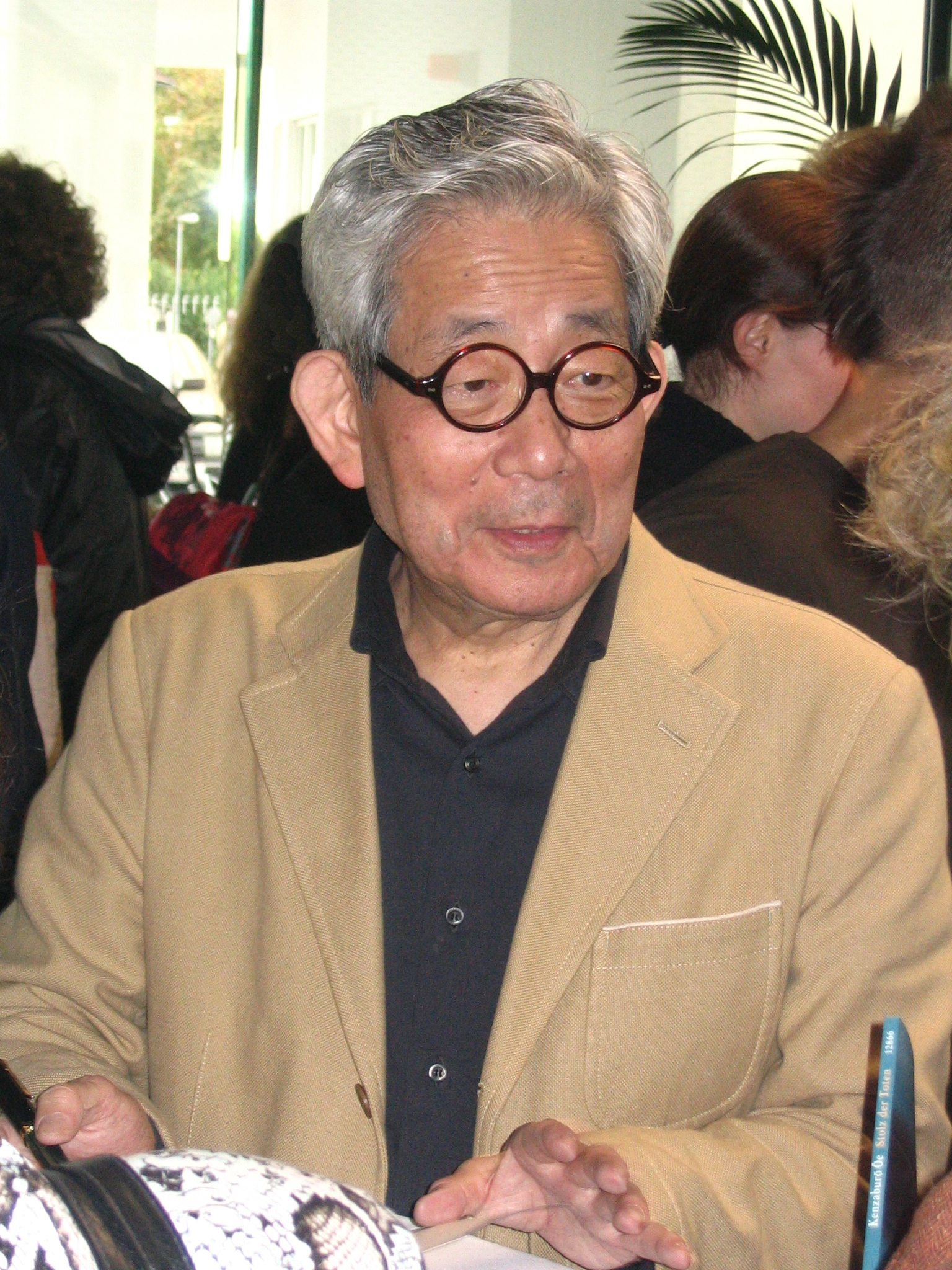
Kenzaburó Óe (* 31. ledna)

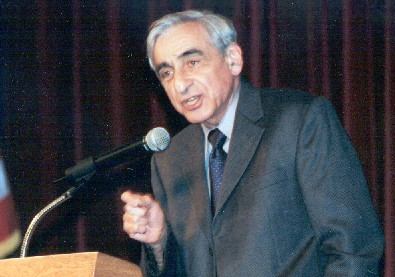
Michael Walzer (* 3. března)

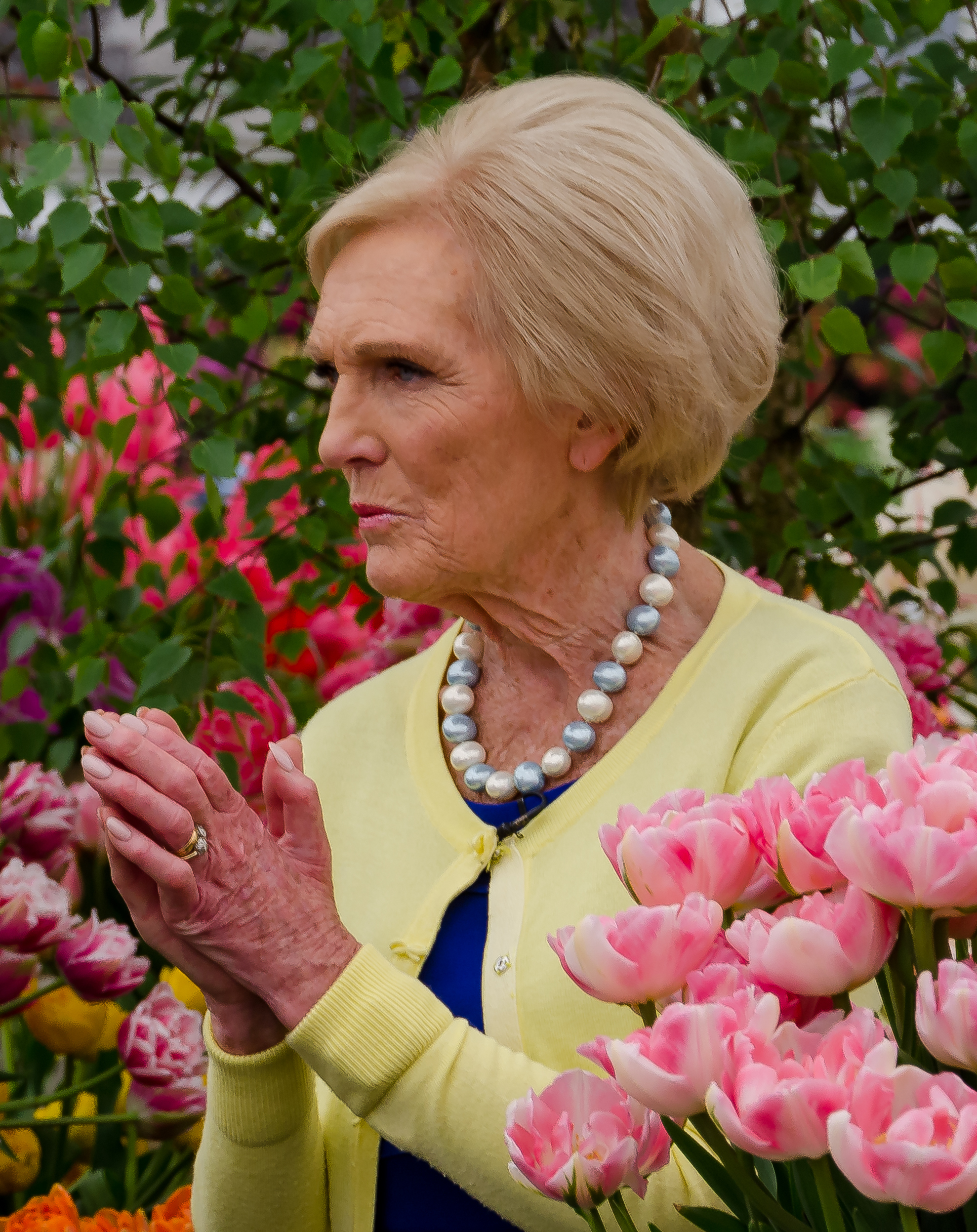
Mary Berry (* 24. března)

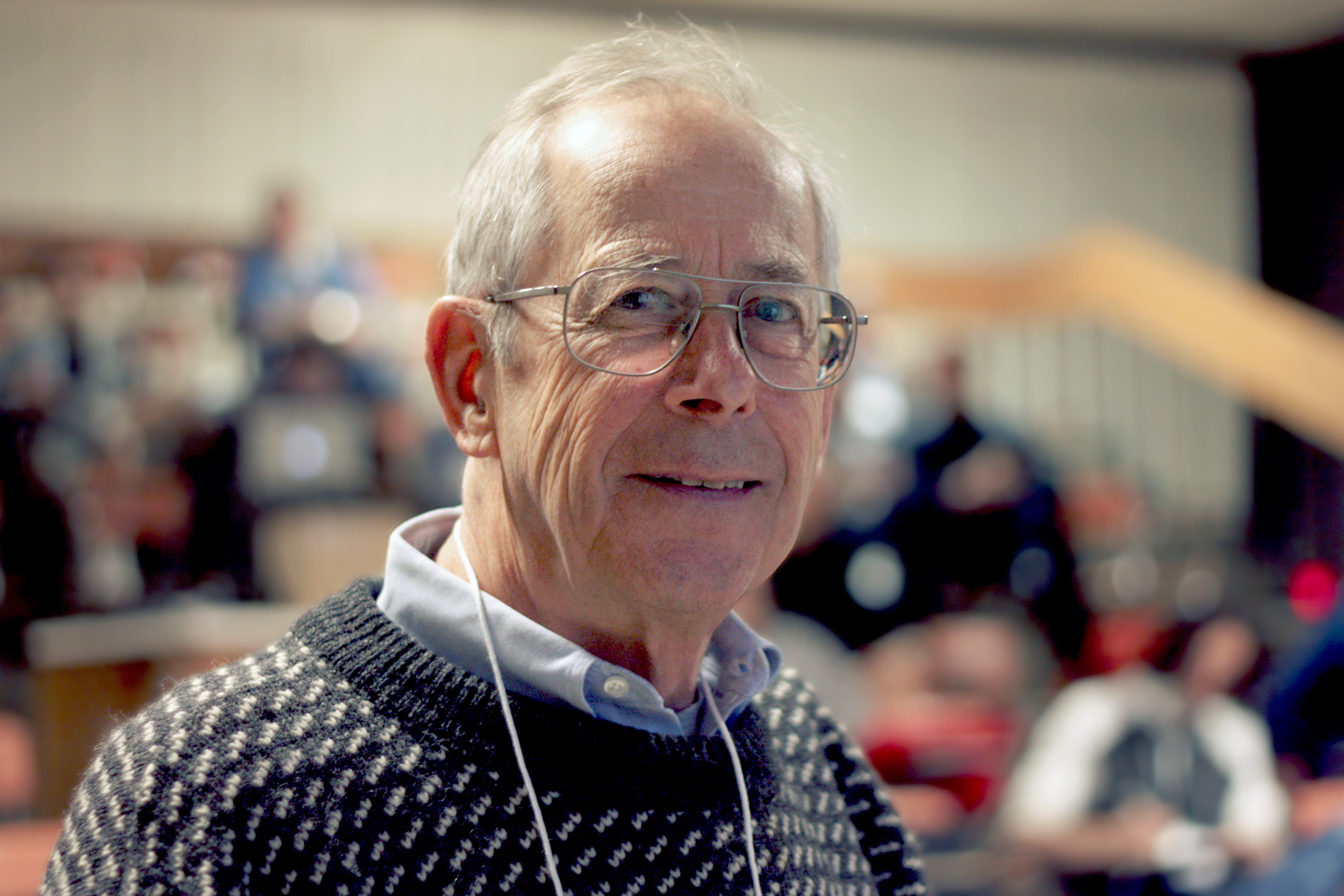
James Peebles (* 28. dubna)

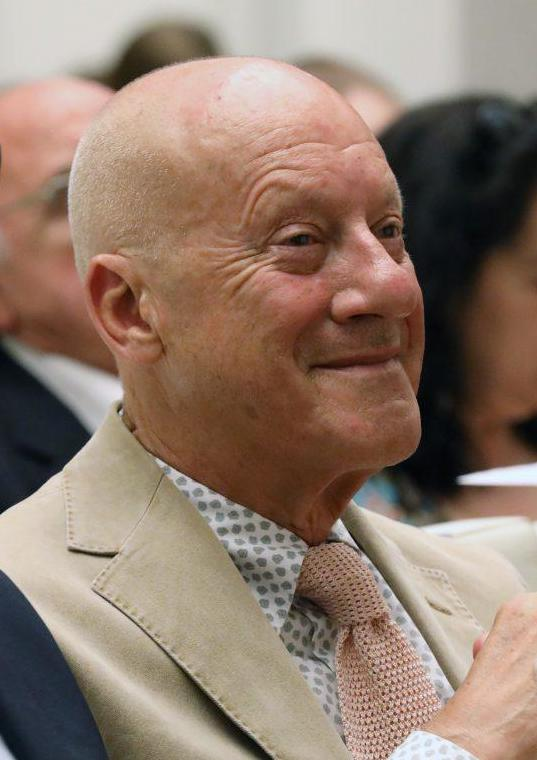
Norman Foster (* 1. června)

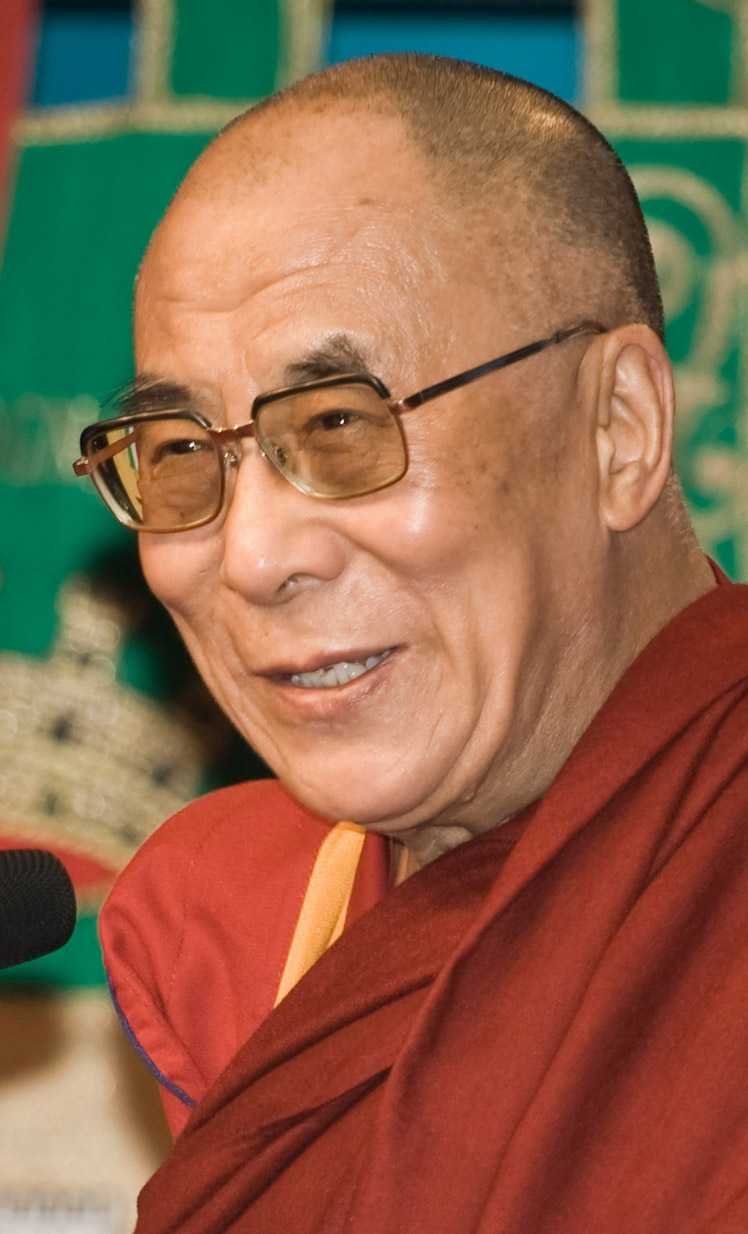
14. dalajláma Tändzin Gjamccho (* 6. července)

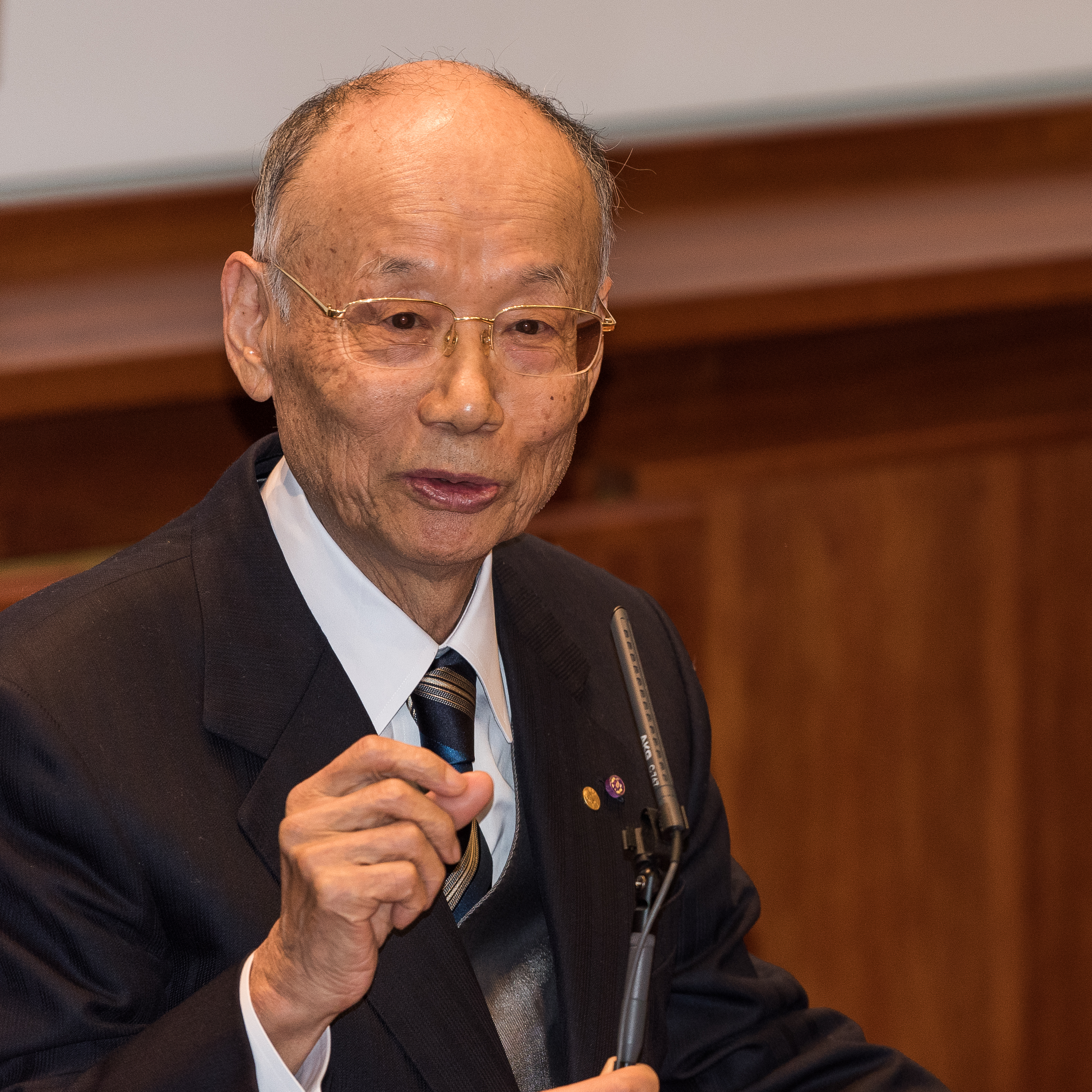
Satoši Ómura (* 12. července)

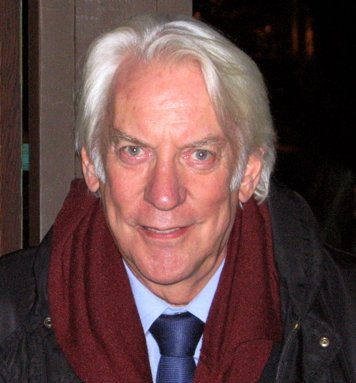
Donald Sutherland (* 17. července)

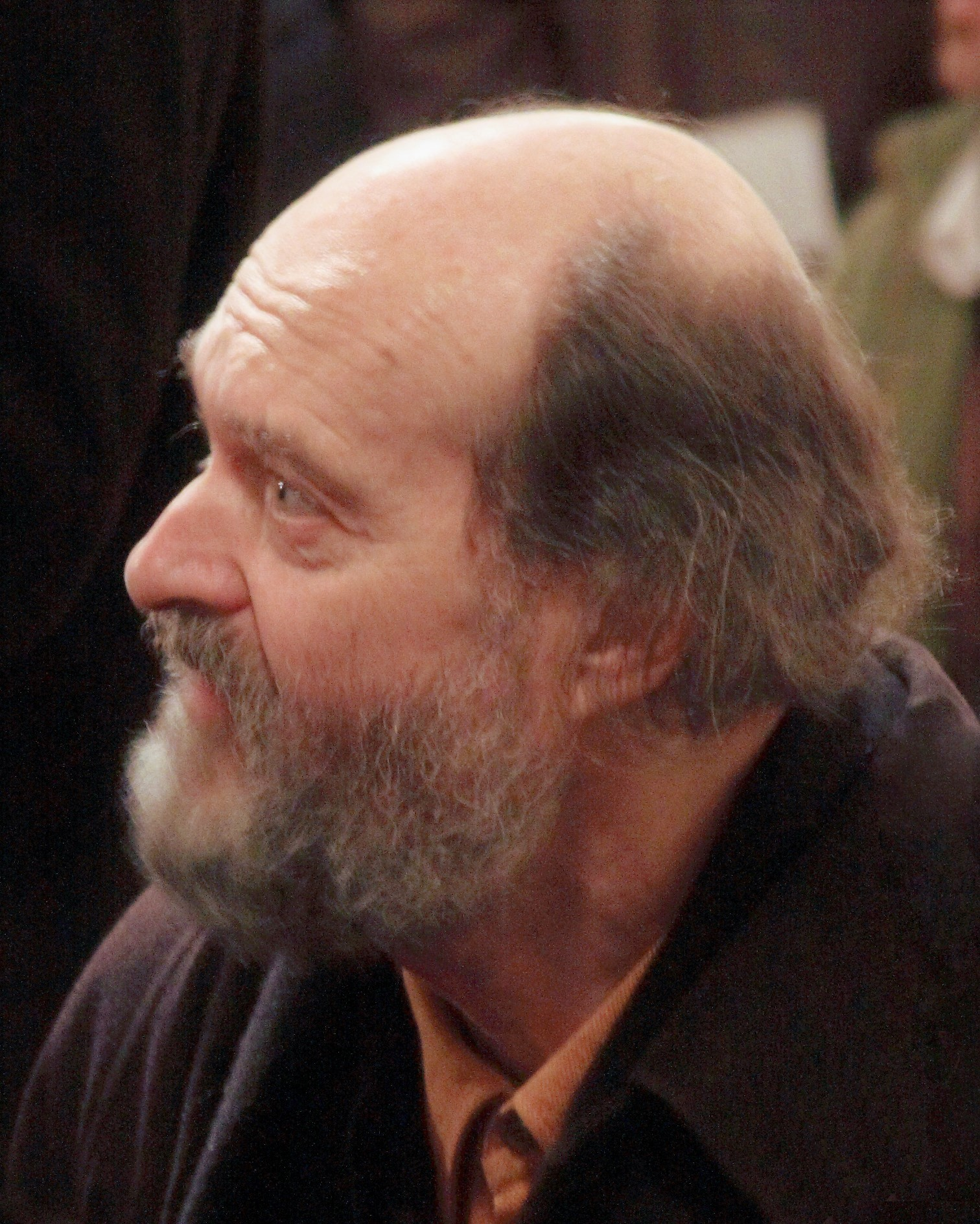
Arvo Pärt (* 11. září)

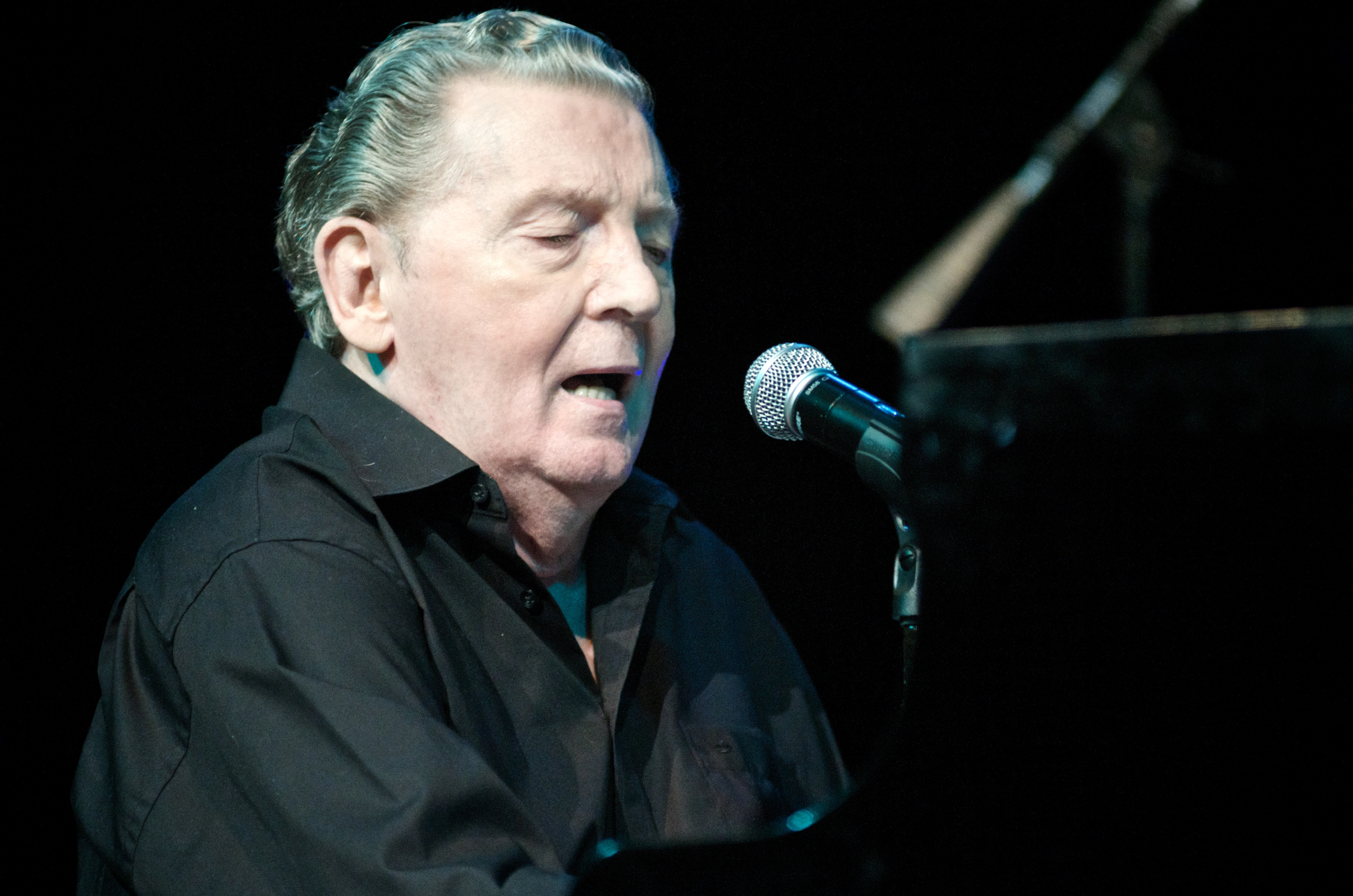
Jerry Lee Lewis (* 29. září)

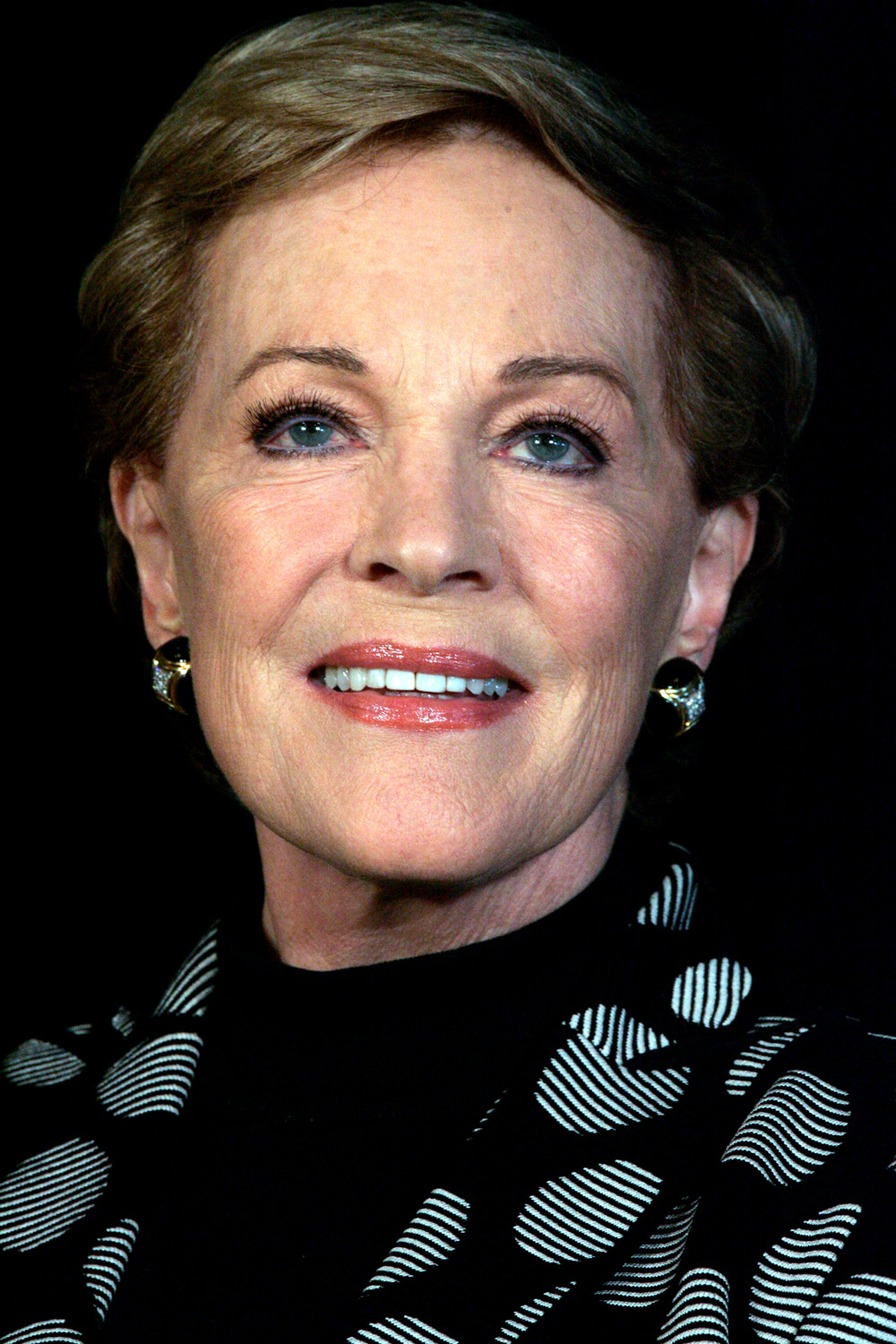
Julie Andrews (* 1. října)

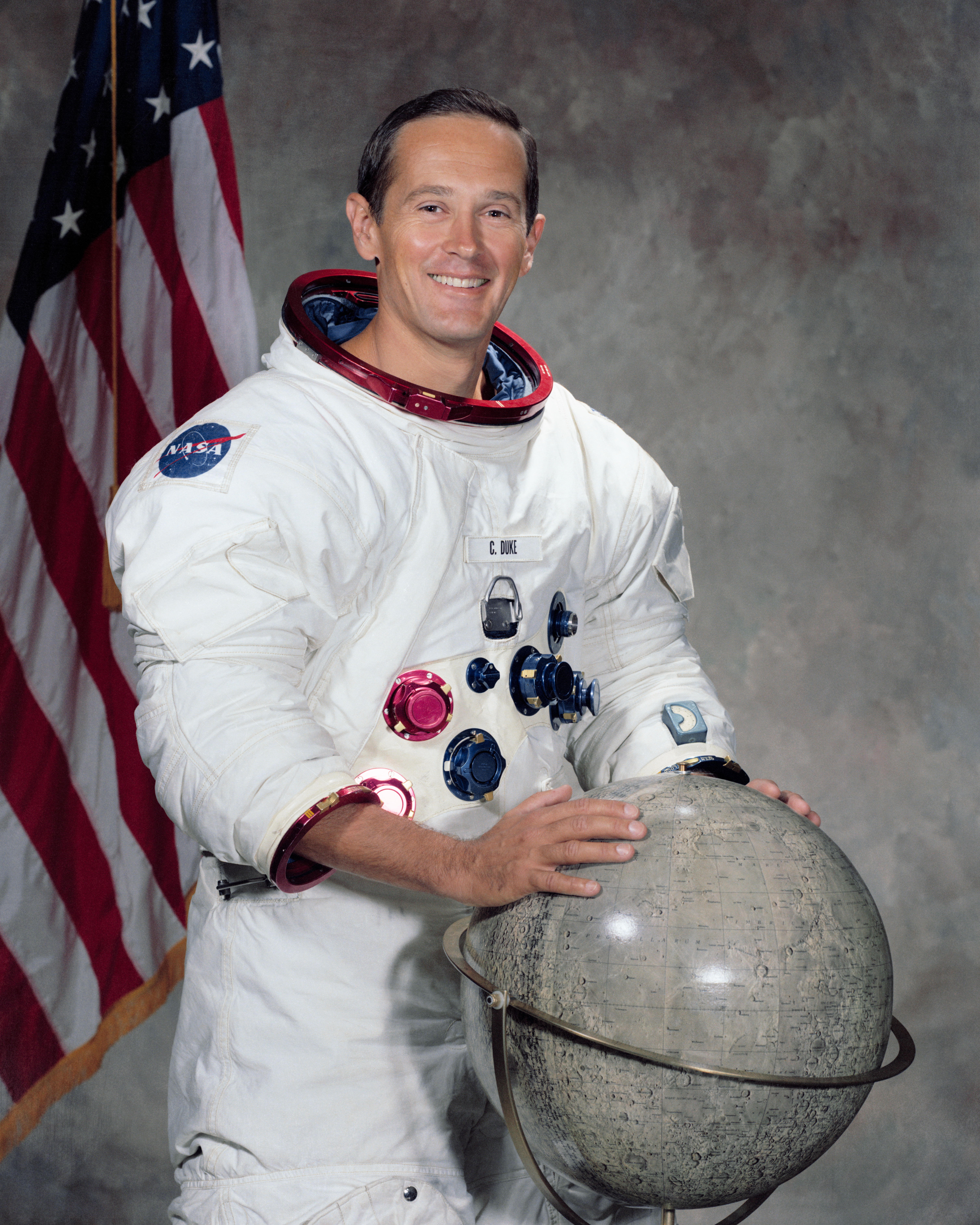
Charles Duke (* 3. října)

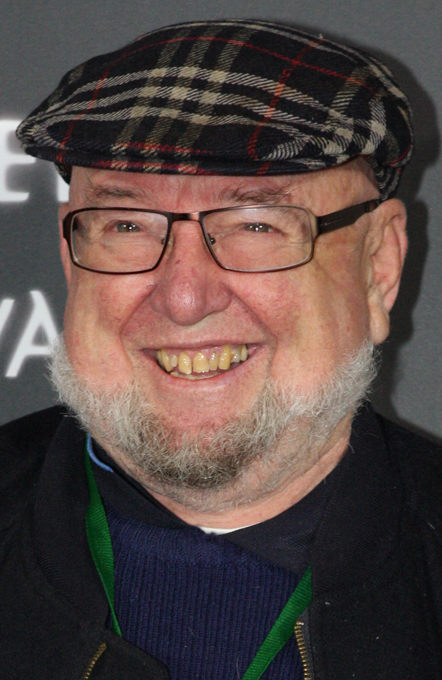
Thomas Keneally (* 7. října)

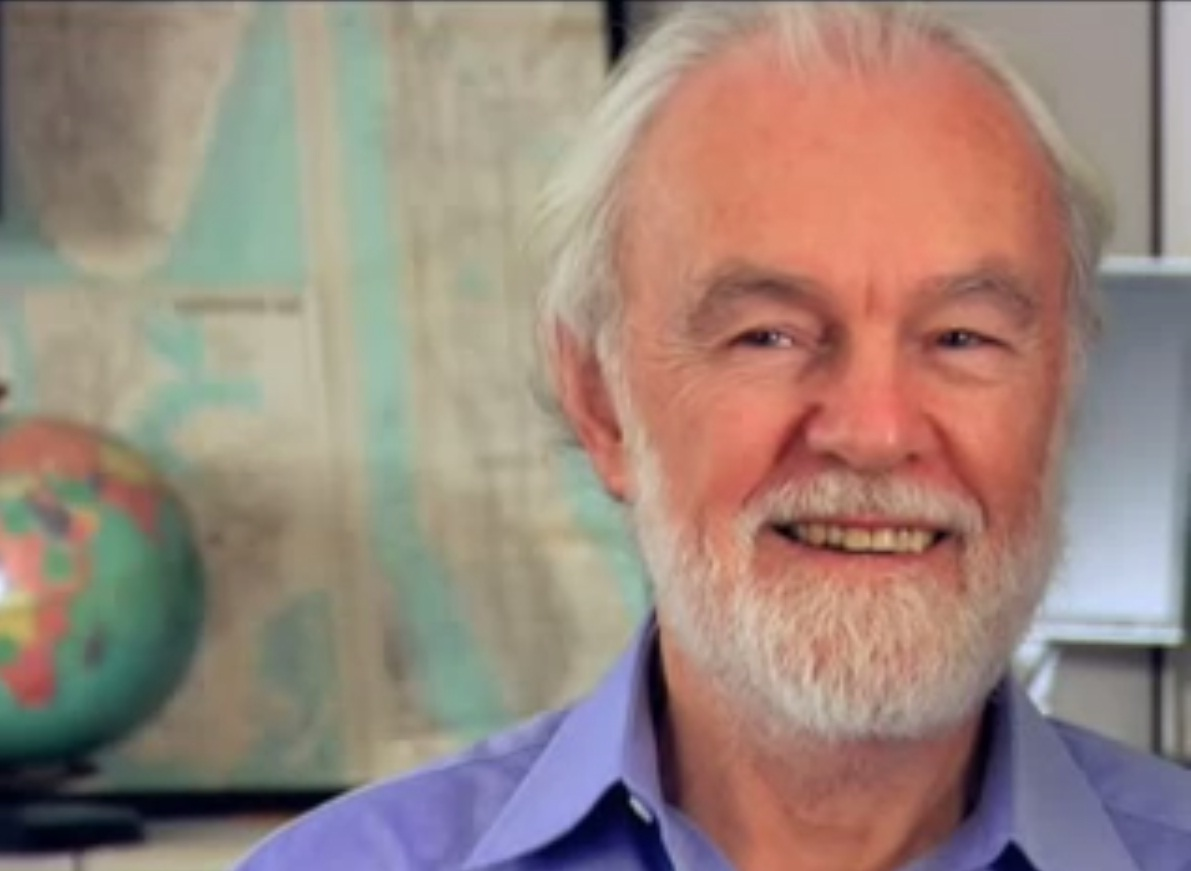
David Harvey (* 31. října)

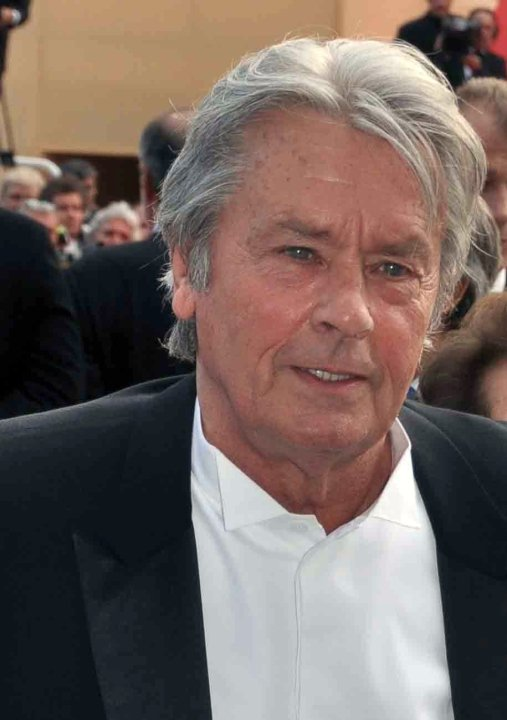
Alain Delon (* 8. listopadu)

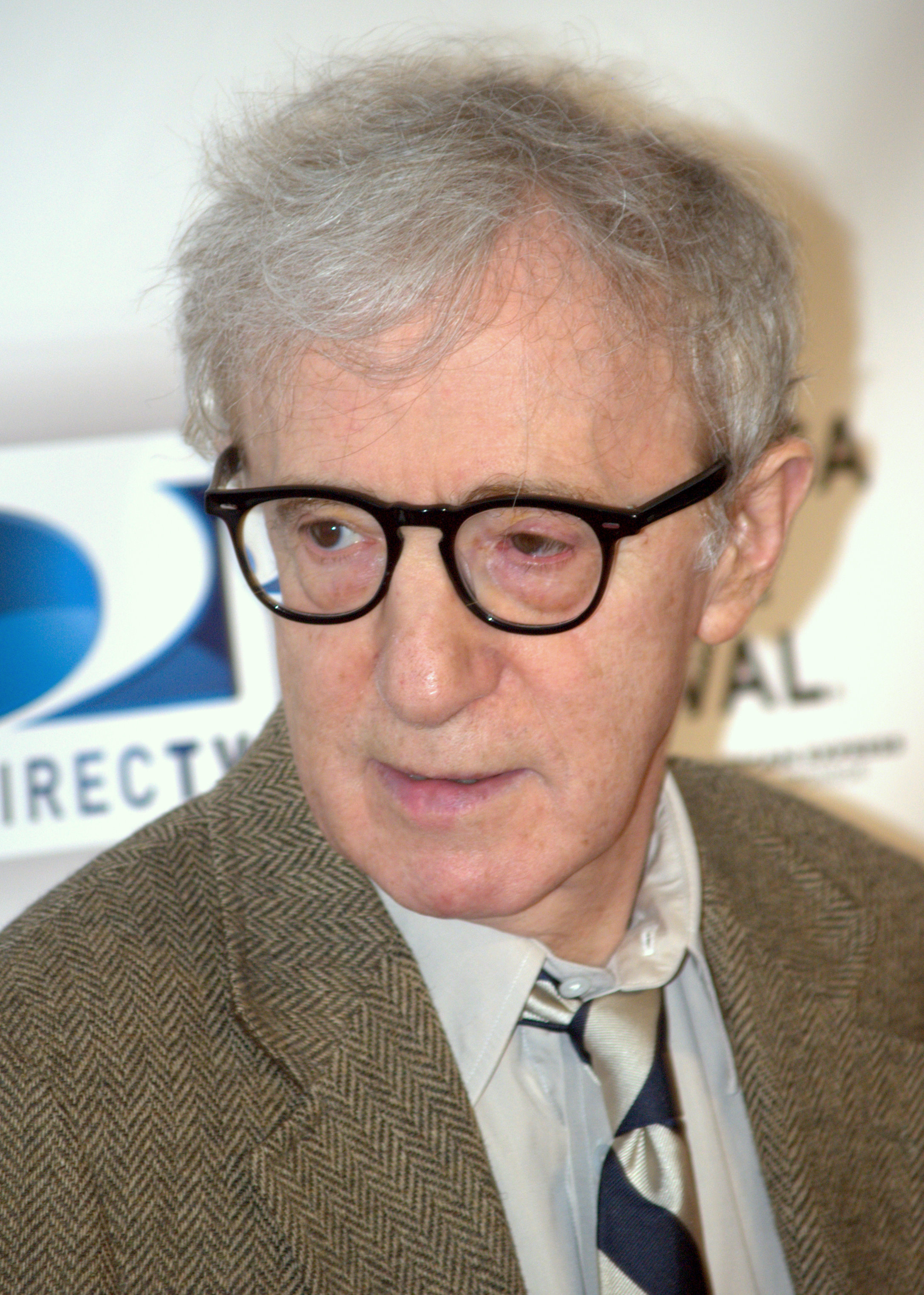
Woody Allen (* 30. listopadu)

- 02. ledna – Giovanna Ralliová, italská herečka
- 03. ledna
  - Richard M. Karp, americký počítačový vědec a teoretik
  - Giovanni Lajolo, italský kardinál
- 05. ledna
  - Forugh Farrokhzad, íránská básnířka a filmová režisérka († 13. února 1967)
  - Chuck Flores, americký jazzový bubeník († 24. listopadu 2016)
- 07. ledna
  - Kenny Davern, americký klarinetista († 12. prosince 2006)
  - Valerij Kubasov, sovětský kosmonaut, vědec a konstruktér († 19. února 2014)
  - Noam Sheriff, izraelský hudební skladatel († 25. srpna 2018)
- 08. ledna
  - Elvis Presley, americký zpěvák a herec († 16. srpna 1977)
  - Ian Bargh, kanadský jazzový klavírista a hudební skladatel († 2. ledna 2012)
  - Miroslav Cipár, slovenský malíř († 8. listopadu 2021)
- 10. ledna – Sherrill Milnes, americký operní pěvec – barytonista
- 15. ledna
  - Robert Silverberg, americký spisovatel
  - Božena Fuková, slovenská a československá ekonomka, politička Komunistické strany Slovenska († 18. května 2017)
- 16. ledna – Arsenij Semjonov, ruský spisovatel († 8. února 1976)
- 18. ledna
  - Gad Ja'akobi, ministr izraelských vlád († 27. srpna 2007)
  - Michael Bertiaux, americký okultista a starokatolický biskup
- 20. ledna – Alexandr Vladimirovič Meň, ruský pravoslavný kněz, teolog, biblista, filosof a spisovatel († 9. září 1990)
- 22. leden – Seymour Cassel, americký herec († 7. dubna 2019)
- 23. ledna – James Gordon Farrell, britský romanopisec († 11. srpna 1979)
- 25. ledna – António Ramalho Eanes, bývalý prezident Portugalska
- 28. ledna – David Lodge, britský prozaik, dramatik, satirik a literární kritik († 1. ledna 2025)
- 30. ledna
  - Tubby Hayes, britský jazzový saxofonista, flétnista a vibrafonista († 8. června 1973)
  - Richard Brautigan, americký spisovatel († 25. října 1984)
  - Jean Tiberi, francouzský politik, starosta Paříže
  - Jozef Mihalkovič, slovenský básník a překladatel
- 31. ledna – Kenzaburó Óe, japonský spisovatel, Nobelova cena za literaturu († 3. března 2023)
- 01. února – Vladimir Aksjonov, sovětský kosmonaut († 9. dubna 2024)
- 03. února
  - Johnny Watson, americký kytarista a zpěvák († 17. května 1996)
  - Ira Cohen, americký filmový režisér, herec, básník a fotograf († 25. dubna 2011)
- 07. února – Slavomír Stračár, slovenský politik, ministr československých vlád († 21. srpna 1990)
- 11. února – Gene Vincent, americký zpěvák († 12. října 1971)
- 15. února – Roger Bruce Chaffee, americký vojenský letec a astronaut († 27. ledna 1967)
- 22. února – Danilo Kiš, srbský spisovatel († 15. října 1989)
- 24. února – Ryhor Baradulin, běloruský publicista, překladatel a básník († 2. března 2014)
- 25. února – Janusz Gaudyn, polský lékař a spisovatel († 22. června 1984)
- 26. února – Artur Rasizada, ázerbájdžánský politik
- 03. března – Michael Walzer, americký politický filosof
- 04. března – Kazimierz Paździor, polský boxer, olympijský vítěz († 24. června 2010)
- 06. března
  - Manfred Rulffs, německý veslař, olympijský vítěz († 15. ledna 2007)
  - Ron Delany, irský olympijský vítěz v běhu na 1500 m
- 08. března
  - George Coleman, americký jazzový saxofonista a hudební skladatel
  - Akira Kitaguči, japonský fotbalista
- 12. března – Hugh Lawson, americký jazzový klavírista a pedagog († 11. března 1997)
- 14. března – Per Christian Jersild, švédský spisovatel a lékař
- 15. března – Leonid Jengibarov, sovětský arménsko-ruský scenárista, herec, klaun a mim († 25. července 1972)
- 17. března – Hans Wollschläger, německý spisovatel, překladatel, historik a filolog († 19. května 2007)
- 18. března – Antonios Naguib, egyptský kardinál († 28. března 2022)
- 21. března – Branislav Simić, jugoslávský zápasník, olympijský vítěz
- 24. března – Mary Berry, britská spisovatelka a expertka na gastronomii
- 26. března – Mahmúd Abbás, palestinský politik
- 28. března
  - Józef Schmidt, polský trojskokan († 28. července 2024)
  - Munir Ahmed Dar, pákistánský pozemní hokejista († 1. června 2011)
- 31. března – Herb Alpert, americký trumpetista a zpěvák
- 5. dubna – Frank Schepke, německý veslař, olympijský vítěz († 4. dubna 2017)
- 06. dubna – Aharon Razin, izraelský biochemik († 26. května 2019)
- 07. dubna – Bobby Bare, americký country zpěvák a skladatel
- 09. dubna – Aulis Sallinen, finský skladatel
- 010. dubna
  - Nicola Cabibbo, italský jaderný fyzik († 16. srpna 2010)
  - Peter Hollingworth, arcibiskup Brisbane, generální guvernér Austrálie
  - Moše Nisim, izraelský politik, ministr a vicepremiér
- 14. dubna – Erich von Däniken, švýcarský spisovatel a záhadolog
- 15. dubna – Elliot Tiber, americký spisovatel a scenárista († 3. srpna 2016)
- 16. dubna
  - Adi Enders, německý cirkusový artista, drezér, krotitel a klaun
  - Bobby Vinton, americký zpěvák
- 20. dubna – Mario Camus, španělský filmový režisér, scenárista, spisovatel a herec († 18. září 2021)
- 22. dubna
  - Paul Chambers, americký kontrabasista a hudební skladatel († 4. ledna 1969)
  - Belo Kapolka, slovenský spisovatel, chatař, nosič a horolezec († 18. dubna 1994)
- 23. dubna – Charles Silverstein, americký psycholog a spisovatel († 30. ledna 2023)
- 25. dubna – James Peebles, kanadsko-americký fyzik a kosmolog
- 27. dubna – Theo Angelopoulos, řecký filmový režisér, scenárista a producent († 24. ledna 2012)
- 02. května – Fajsal II., poslední irácký král († 14. července 1958)
- 04. května – Don Friedman, americký jazzový klavírista a pedagog († 30. června 2016)
- 05. května – Kidd Jordan, americký jazzový saxofonista a klarinetista († 7. dubna 2023)
- 06. května – Július Tóth, ministr financí Slovenska
- 08. května
  - Alžběta Dánská, dánská princezna († 19. června 2018)
  - Jack Charlton, anglický fotbalista († 10. července 2020)
  - Salome Jensová, americká herečka
- 12. května
  - Steve Knight, americký hráč na klávesové nástroje († 19. ledna 2013)
  - Gary Peacock, americký jazzový kontrabasista, skladatel a pedagog († 4. září 2020)
- 15. května – Don Bragg, americký olympijský vítěz ve skoku o tyči († 16. února 2019)
- 18. května – Karin Leschová, švýcarsko-německá herečka († 12. března 2025)
- 19. května – Cecil McBee, americký jazzový kontrabasista
- 20. května
  - Hanna Krallová, polská novinářka a spisovatelka
  - José Mujica, uruguayský politik
- 23. května – Susan Cooperová, britská spisovatelka
- 27. května – Ramsey Lewis, americký jazzový klavírista a pedagog († 12. září 2022)
- 29. května – André Brink, jihoafrický spisovatel († 6. února 2015)
- 31. května – Albert Heath, americký jazzový bubeník († 3. dubna 2024)
- 01. června – Norman Foster, britský architekt a designér
- 03. června – Ted Curson, americký jazzový trumpetista a hudební skladatel († 4. listopadu 2012)
- 06. června – Grant Green, americký jazzový kytarista († 31. ledna 1979)
- 07. června
  - Ervin Zádor, maďarský vodní pólista, olympijský vítěz († 29. dubna 2012)
  - Rastislav Bero, slovenský architekt a fotograf
- 10. června – Vic Elford, britský automobilový závodník († 13. března 2022)
- 11. června – Katharina Matzová, německá herečka († 3. března 2021)
- 21. června – Françoise Saganová, francouzská spisovatelka a dramatička († 24. září 2004)
- 24. června – Terry Riley, americký hudební skladatel
- 1. července – Rashied Ali, americký jazzový bubeník († 12. srpna 2009)
- 02. července – Sergej Nikitič Chruščov, ruský vědec a spisovatel, syn Nikity Chruščova († 18. června 2020)
- 03. července – Harrison Schmitt, americký astronaut
- 06. července – Tändzin Gjamccho, 14. tibetský dalajláma
- 08. července – Vitalij Sevasťjanov, sovětský konstruktér a kosmonaut († 5. dubna 2010)
- 12. července
  - Satoši Ómura, japonský biochemik, držitel Nobelovy ceny za fyziologii a lékařství
  - John Patton, americký jazzový varhaník († 19. března 2002)
- 14. července – Eiči Negiši, japonský chemik, držitel Nobelovy ceny († 6. června 2021)
- 17. července – Donald Sutherland, kanadský herec († 20. června 2024)
- 19. července
  - Philip Agee, důstojník CIA a spisovatel († 7. ledna 2008)
  - Gerd Albrecht, německý dirigent († 2. února 2014)
  - Vasilij Livanov, ruský herec
- 20. července
  - Mario Montez, portorický herec († 26. září 2013)
  - André Isoir, francouzský varhaník († 20. července 2016)
- 29. července
  - Charles Harbutt, americký novinářský fotograf († 30. června 2015)
  - Peter Schreier, německý operní pěvec (tenorista) a dirigent († 25. prosince 2019)
  - Pietro Spada, italský klavírista a muzikolog († 31. prosince 2022)
- 30. července – Enrico Intra, italský jazzový klavírista a skladatel
- 03. srpna
  - Georgij Šonin, sovětský vojenský letec a kosmonaut († 7. dubna 1997)
  - Maria Bieșu, moldavská operní pěvkyně († 16. května 2012)
- 06. srpna – Fortunato Baldelli, italský kardinál († 20. září 2012)
- 07. srpna – Rahsaan Roland Kirk, slepý americký jazzový multiinstrumentalista († 5. prosince 1977)
- 12. srpna
  - John Cazale, americký filmový a divadelní herec († 12. března 1978)
  - André Kolingba, čtvrtý prezident Středoafrické republiky († 7. února 2010)
- 17. srpna
  - Katalin Szőkeová, maďarská plavkyně, olympijská vítězka († 27. října 2017)
  - Oleg Tabakov, ruský herec, režisér, divadelní manažer a pedagog († 12. března 2018)
- 18. srpna
  - Rafer Johnson, americký olympijský vítěz v desetiboj († 2. prosince 2020)
  - Hifikepunye Pohamba, namibijský politik
- 19. srpna
  - Story Musgrave, americký astronaut
  - Laurynas Stankevičius, premiér Litvy († 17. března 2017)
- 22. srpna – Ferenc Szőcs, slovenský vědec maďarské národnosti, chemik a fyzik, politik († 8. října 2022)
- 24. srpna – Cutomu Hata, japonský politik († 28. srpna 2017)
- 30. srpna – John Phillips, americký zpěvák, kytarista, skladatel († 18. března 2001)
- 02. září – Marc Augé, francouzský etnolog a antropolog († 24. července 2023)
- 06. září – Isabelle Collin Dufresne alias Ultra Violet, francouzsko-americká umělkyně a spisovatelka († 14. června 2014)
- 07. září – Abdou Diouf, senegalský politik
- 08. září – Jörg Konrad Hoensch, německý bohemista, historik a univerzitní profesor († 24. března 2001)
- 09. září – Nedda Casei, americká mezzosopranistka († 20. ledna 2020)
- 11. září
  - Jacques Gaillot, francouzský kněz a aktivista († 12. dubna 2023)
  - Arvo Pärt, estonský hudební skladatel
  - German Titov, sovětský vojenský letec a kosmonaut († 20. září 2000)
- 12. září – Ján Popluhár, československý fotbalový reprezentant († 6. března 2011)
- 16. září
  - Carl Andre, americký minimalistický sochař a básník († 24. ledna 2024)
  - Billy Boy Arnold, americký bluesový zpěvák, kytarista, skladatel
- 17. září
  - Uzi Kalchheim, izraelský rabín, činný i v Praze († 20. dubna 1994)
  - Ken Kesey, americký spisovatel († 10. listopadu 2001)
- 19. září
  - Milan Antal, slovenský astronom († 2. listopadu 1999)
  - Velasio De Paolis, italský kardinál († 9. září 2017)
  - Don Owen, kanadský filmový režisér, scenárista a producent († 21. února 2016)
- 21. září
  - Santos Abril y Castelló, španělský kardinál
  - Jakov Sinaj, ruský matematik
- 23. září
  - Margarita Nikolajevová, sovětská sportovní gymnastka, olympijská vítězka († 21. prosince 1993)
  - Les McCann, americký jazzový klavírista a zpěvák († 29. prosince 2023)
- 05. září – Maj Sjöwallová, švédská spisovatelka a překladatelka († 29. dubna 2020)
- 29. září
  - Mylène Demongeotová, francouzská herečka ukrajinského původu († 1. prosince 2022)
  - Hilel Fürstenberg, americko-izraelský matematik
  - Jerry Lee Lewis, americký zpěvák, skladatel a pianista († 28. října 2022)
- 01. října
  - Walter De Maria, americký sochař, hudebník a skladatel († 25. července 2013)
  - Julie Andrewsová, britská herečka, zpěvačka, tanečnice, moderátorka a spisovatelka
- 02. října – Omar Sívori, argentinský fotbalista naturalizovaný v Itálii († 17. února 2005)
- 03. října
  - Charles Duke, americký astronaut
  - Armen Džigarchanjan, arménský herec († 14. listopadu 2020)
- 06. října – Ernesto Laclau, argentinský filozof († 13. dubna 2014)
- 07. října – Thomas Keneally, australský prozaik, dramatik a herec
- 08. října
  - Nikos Dimou, řecký spisovatel, básník, filozof a kritik
  - Hans Joachim Schädlich, německý spisovatel a esejista
- 09. října
  - Johnnie Bassett, americký bluesový zpěvák a kytarista († 4. srpna 2012)
  - Princ Edward, vévoda z Kentu, vnuk krále Jiřího V.
  - Donald McCullin, britský fotožurnalista
- 10. října – Hermann Nuber, německý fotbalista a trenér († 12. prosince 2022)
- 12. října
  - Luciano Pavarotti, italský operní zpěvák († 6. září 2007)
  - Paul Humphrey, americký jazzový bubeník
- 14. října – La Monte Young, americký skladatel
- 15. října
  - Ivan Mistrík, slovenský herec († 8. června 1982)
  - Bobby Morrow, americký sprinter, olympijský vítěz († 30. května 2020)
- 20. října – André Milongo, premiér Konžské republiky († 23. července 2007)
- 29. října – Isao Takahata, tvůrce japonských animovaných filmů – anime († 5. dubna 2018)
- 30. října – Agota Kristofová, švýcarská spisovatelka maďarského původu († 27. července 2011)
- 31. října
  - David Harvey, britský geograf a sociální teoretik
  - Muhammad Husajn Tantáví, egyptský polní maršál a politik († 21. září 2021)
- 03. listopadu
  - Enrico Berti, italský filozof a historik filozofie († 5. ledna 2022)
  - Henry Grimes, americký jazzový kontrabasista a skladatel († 17. dubna 2020)
- 08. listopadu
  - Alfonso López Trujillo, kolumbijský kardinál († 18. dubna 2008)
  - Alain Delon, francouzský divadelní a filmový herec († 18. srpna 2024)
- 10. listopadu – Igor Dmitrijevič Novikov, ruský teoretický fyzik, astrofyzik a kosmolog
- 11. listopadu
  - Bibi Anderssonová, švédská herečka († 14. dubna 2019)
  - John Patrick Foley, americký kardinál († 11. prosince 2011)
- 14. listopadu – Husajn I., jordánský král († 7. února 1999)
- 17. listopadu
  - Toni Sailer, rakouský lyžař, herec a zpěvák († 24. srpna 2009)
  - Roswell Rudd, americký jazzový pozounista († 21. prosince 2017)
- 18. listopadu – Erling Mandelmann, dánský portrétní fotograf († 14. ledna 2018)
- 19. listopadu – Jack Welch, americký manažer a chemický inženýr († 1. března 2020)
- 20. listopadu
  - Anne LaBastille, americká spisovatelka († 1. července 2011)
  - Imre Makovecz, maďarský architekt († 27. září 2011)
- 27. listopadu – Al Jackson, Jr., americký bubeník († 1. října 1975)
- 30. listopadu – Woody Allen, americký filmový režisér, scenárista, spisovatel, klarinetista, herec
- 08. prosince – Michael Kahn, americký filmový producent a střihač
- 11. prosince – Pranab Mukherdží, 13. prezident Indie († 31. srpna 2020)
- 12. prosince – Juhani Aaltonen, finský jazzový saxofonista a flétnista
- 13. prosince – Richard Routley, novozélandský filosof, logik a ochránce životního prostředí († 16. června 1996)
- 14. prosince – Lee Remicková, americká herečka († 2. července 1991)
- 15. prosince – Dannie Richmond, americký jazzový bubeník († 15. března 1988)
- 19. prosince – Bobby Timmons, americký jazzový klavírista a hudební skladatel († 1. března 1974)
- 20. prosince – Anna Ondrejičková, slovenská paleontoložka
- 23. prosince – Vladislav Volkov, sovětský letecký inženýr a kosmonaut († 29. června 1971)
- 25. prosince – Albín Brunovský, slovenský malíř, grafik a ilustrátor († 20. ledna 1997)
- 26. prosince – Gnassingbé Eyadéma, třetí prezident Toga († 5. února 2005)
- 30. prosince – Omar Bongo, prezident Gabonské republiky († 8. června 2009)
- 31. prosinec – Salmán bin Abd al-Azíz, saúdskoarabský král
- ?? – Ahmad Aali, íránský fotograf a umělec
- ?? – Marta Weinstock-Rosin, izraelská farmakoložka

## Úmrtí

### Česko
- 02. ledna

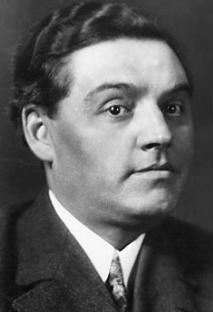
Karel Hugo Hilar († 6. března)

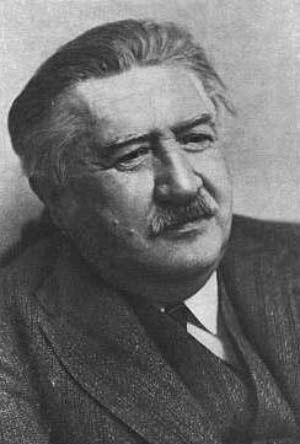
Josef Suk († 29. května)

  - Ivan Schulz, překladatel z angličtiny a severských jazyků (* 7. srpna 1871)
  - Adéla Srnová, tanečnice (* 1. července 1869)
- 15. ledna – Jan Černý, československý politik (* 25. dubna 1880)
- 22. ledna – Jindřich Pavlíček, podnikatel a politik (* 14. července 1862)
- 30. ledna – Bohumil Bouška, spisovatel a dramatik (* 4. dubna 1864)
- 03. února – Hans Jokl, československý politik německé národnosti (* 15. prosince 1876)
- 05. února – Jan Hejčl, římskokatolický teolog (* 15. května 1868)
- 14. února – Johann Peter, sudetský učitel, básník a spisovatel (* 23. února 1858)
- 15. února – Bohuslav Brauner, chemik (* 8. května 1855)
- 23. února – Gustav Gross, železniční odborník, manažer a politik (* 12. června 1856)
- 06. března – Karel Hugo Hilar, spisovatel a divadelní režisér (* 5. listopadu 1885)
- 19. března – Jaroslav Feyfar, lékař a fotograf (* 3. března 1871)
- 02. dubna – Lucie Bakešová, etnografka a sociální pracovnice (* 26. prosince 1853)
- 07. dubna – Rudolf Jaroš, československý politik (* 15. ledna 1869)
- 08. dubna – Václav Posejpal, fyzik (* 20. prosince 1874)
- 15. dubna – Robert Saudek, grafolog (* 21. dubna 1880)
- 17. dubna – František Nosek, československý právník, politik, meziválečný ministr a poslanec (* 26. dubna 1886)
- 15. května – Zdeněk Městecký, atlet-běžec (* 16. srpna 1881)
- 24. května – Jan Nepomuk Říhánek, kněz a pedagog (* 6. ledna 1863)
- 29. května
  - Simonetta Buonaccini, básnířka (* 21. března 1893)
  - Josef Suk starší, skladatel, houslista a pedagog (* 4. ledna 1874)
- 31. května – Gustav Kroupa, česko-rakouský důlní inženýr (* 30. srpna 1857)
- 08. června – Antoš Frolka, moravský malíř (* 13. června 1877)
- 19. června – Jaroslav Václav Vacek, kněz, hudební skladatel a spisovatel (* 27. března 1865)
- 08. července – Ignát Herrmann, spisovatel, humorista a redaktor (* 12. srpna 1854)
- 19. července – Jiří Haussmann, československý soudce, státní úředník a politik (* 11. června 1868)
- 30. července – Eduard Kavan, československý politik (* 13. října 1875)
- 08. srpna – Vojtěch Rakous, spisovatel (* 8. prosince 1862)
- 13. srpna – Josef Smrtka, československý pedagog a politik (* 18. května 1858)
- 17. srpna – Arnošt Caha, spisovatel a kulturní historik (* 1. dubna 1891)
- 20. srpna
  - Otakar Ostrčil, hudební skladatel a dirigent (* 25. února 1879)
  - František Zapletal, biskup salonský a pomocný biskup pražský (* 18. července 1861)
- 21. srpna – Josef Cyrill Sychra, hudební skladatel, sbormistr a hudební pedagog (* 12. března 1859)
- 22. srpna – František Albert, katolický teolog (* 30. prosince 1863)
- 27. srpna – Alois Rzach, sudetoněmecký klasický filolog a historik (* 16. listopadu 1850)
- 29. srpna
  - Lev Winter, československý politik (* 23. ledna 1876)
  - Alois Ušák, československý politik (* 1875)
- 09. září – Václav Oplt, kanovník litoměřické kapituly (* 1. října 1847)
- 14. září – Cyril Svozil, československý fašistický politik (* 16. dubna 1886)
- 24. září – František Veselý, československý ministr spravedlnosti (* 1863)
- 2. října – Milada Skrbková, československá tenistka, bronz na LOH 1920 (* 30. května 1897)
- 14. října – Celda Klouček, sochař, štukatér a paleontolog (* 6. prosince 1855)
- 20. října – Bohumír Bradáč, ministr československých vlád (* 31. května 1881)
- 21. října – Josef Seidel, fotograf (* 2. října 1859)
- 23. října – Emil Pollert, operní pěvec (* 20. ledna 1877)
- 02. listopadu – Vilém Doubrava, hudební skladatel, pedagog a překladatel (* 29. února 1864)
- 23. listopadu – Edmund Burian, československý politik (* 18. listopadu 1878)
- 30. listopadu – Karel Želenský, divadelní herec a režisér (* 25. ledna 1865)
- 01. prosince – Zikmund Reach, knihkupec, filatelista, sběratel fotografií a fotograf (* 19. března 1859)
- 04. prosince – Norbert Kubát, sbormistr, varhaník, houslista a hudební skladatel (* 12. března 1863)
- 11. prosince
  - Jan Prokeš, československý politik (* 28. května 1873)
  - Václav Boleslav Janda, varhaník a skladatel (* 20. září 1852)
- 16. prosince – František Reyl, katolický kněz, sociolog a politik (* 20. února 1865)
- 20. prosince – Prokop Miroslav Haškovec, profesor románské filologie a překladatel (* 1. února 1876)
- 23. prosince – Václav Sochor, malíř (* 7. října 1855)
- 29. prosince – František Kopřiva, československý politik (* 26. července 1879)
- 30. prosince – Stanislav Souček, český filolog, literární historik, rektor Masarykovy univerzity (* 7. května 1870)
- 31. prosince – Franz Schreiter, rakouský a český pedagog a politik (* 3. prosince 1861)

### Svět

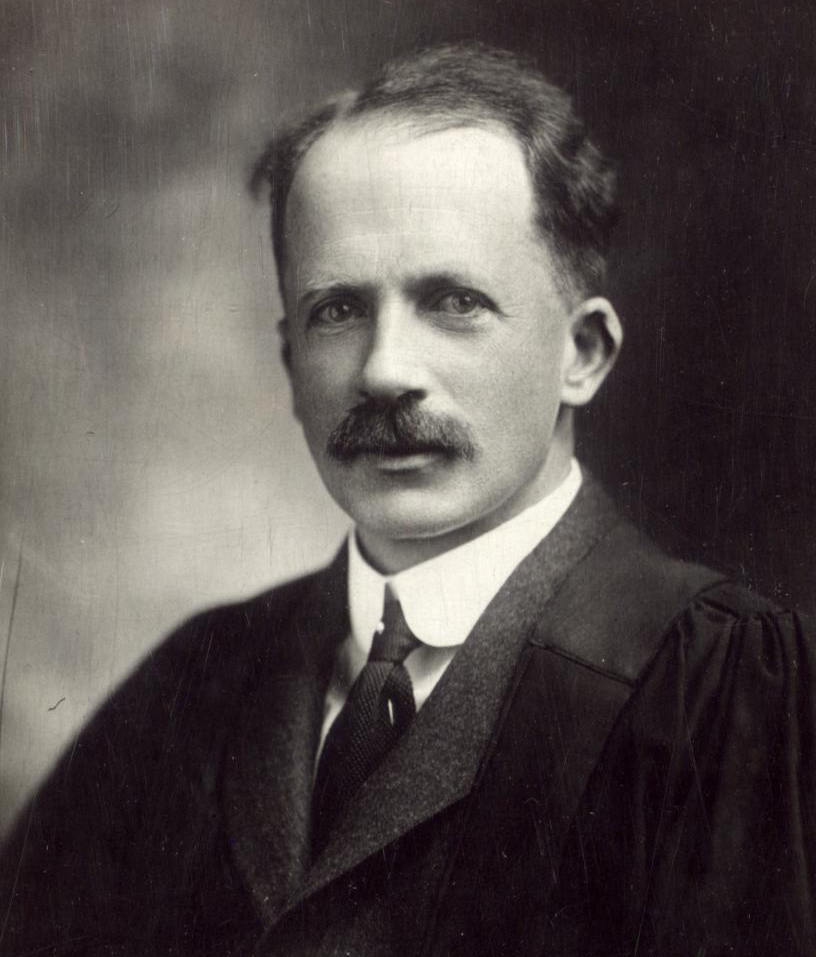
John J. R. Macleod († 16. března)

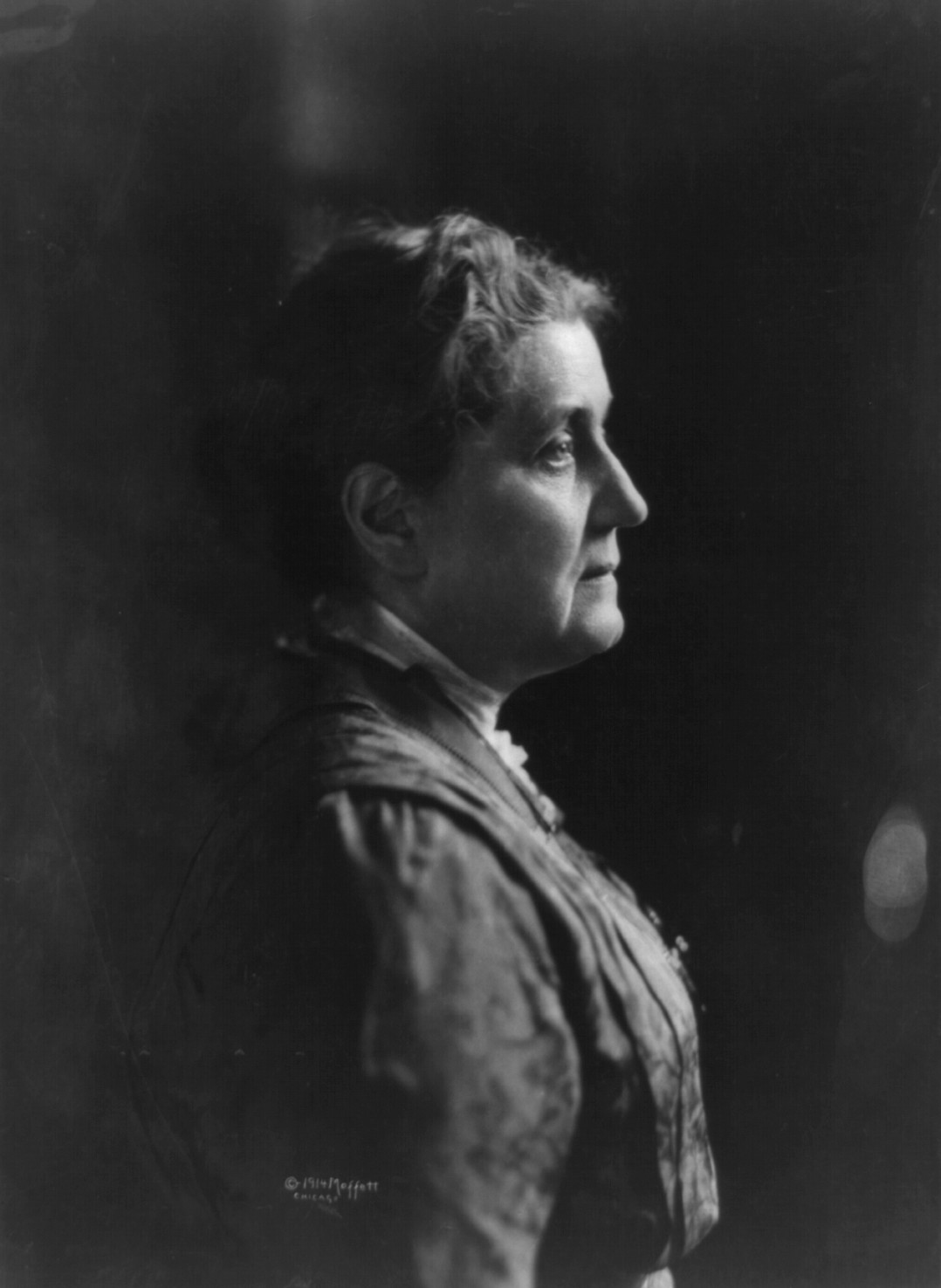
Jane Addamsová († 6. května)

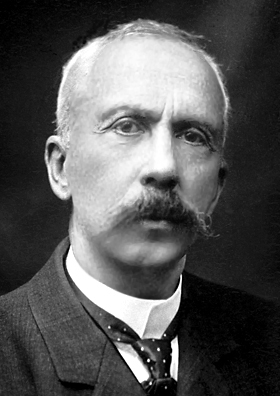
Charles Richet († 4. prosince)

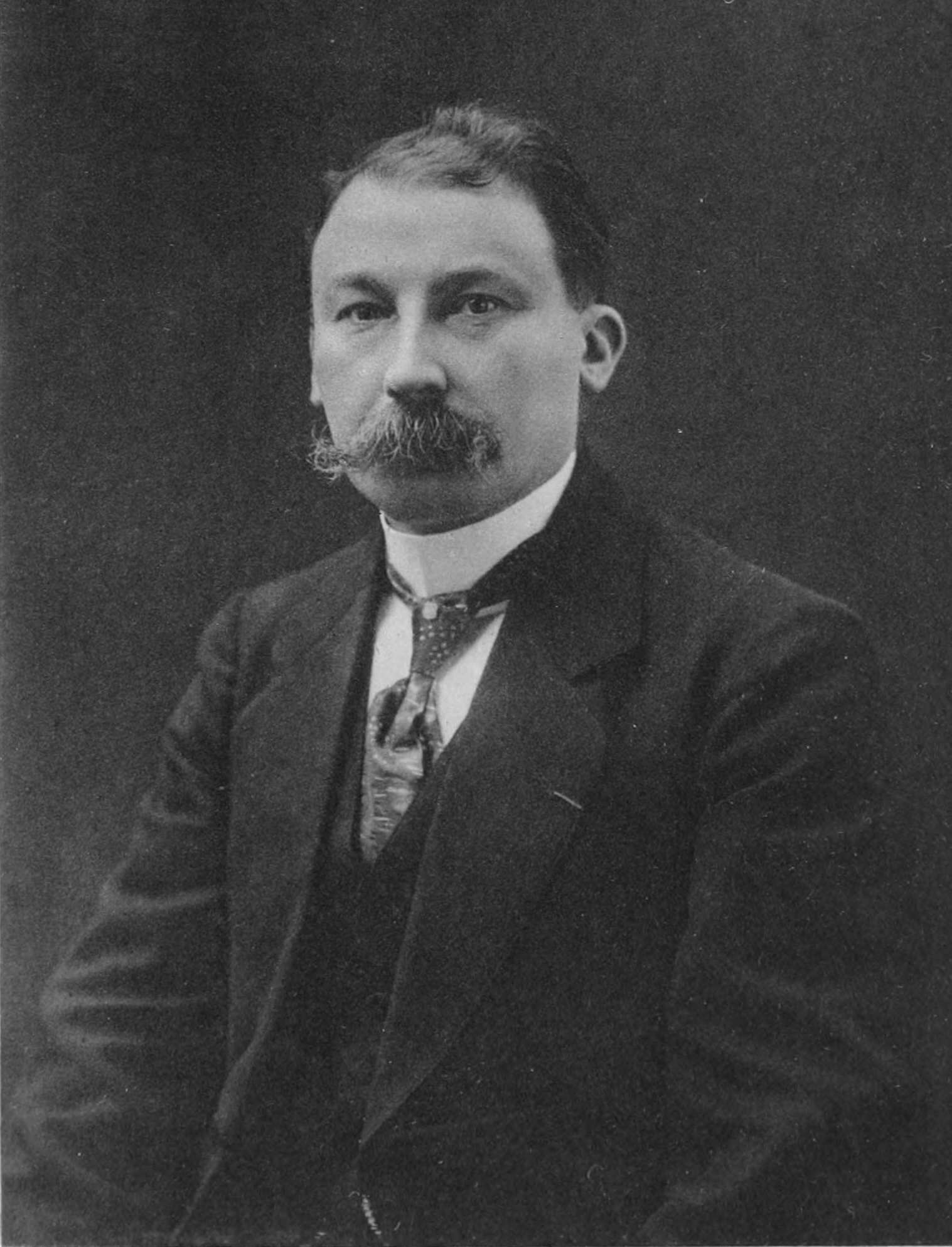
Victor Grignard († 13. prosince

- 10. ledna – Edwin Flack, australský atlet a tenista, olympijský vítěz (* 5. listopadu 1873)
- 13. ledna – Heinrich Schenker, rakouský hudební teoretik a skladatel (* 19. června 1868)
- 16. ledna – Alice Bourbonsko-Parmská, titulární toskánská velkovévodkyně (* 27. prosince 1849)
- 23. ledna – Richard Sheldon, americký olympijský vítěz ve vrhu koulí (* 9. července 1878)
- 24. ledna – Thomas Stevens, první člověk, který objel svět na kole (* 24. prosince 1854)
- 25. ledna – Valerian Kujbyšev, bolševický revolucionář (* 6. června 1888)
- 28. ledna – Michail Michajlovič Ippolitov-Ivanov, ruský skladatel (* 19. listopadu 1858)
- 01. února – Julius Schmid, rakouský malíř a kreslíř (* 3. února 1854)
- 03. února – Hugo Junkers, německý technik a konstruktér letadel (* 3. února 1859)
- 07. února – Herbert Ponting, anglický fotograf (* 21. března 1870)
- 08. února
  - Eemil Nestor Setälä, finský politik a jazykovědec (* 27. února 1864)
  - Max Liebermann, německý malíř (* 20. července 1847)
- 12. února – Auguste Escoffier, francouzský šéfkuchař (* 28. října 1846)
- 13. února – Vernon Lee, britská spisovatelka (* 14. října 1856)
- 15. února – Basil Hall Chamberlain, britský japanolog (* 18. října 1850)
- 23. února – Jan Duiker, nizozemský architekt (* 1. března 1890)
- 26. února – Liborius von Frank, rakousko-uherský generál (* 5. října 1848)
- 3. března – Caradog Roberts, velšský hudební skladatel, varhaník a sbormistr (* 30. října 1878)
- 06. března – Max Hussarek von Heinlein, předseda vlády Předlitavska (* 8. května 1865)
- 12. března – Michael Pupin, americko-srbský fyzik a vynálezce (* 4. října 1854)
- 16. března
  - Aaron Nimcovič, dánský šachista a šachový teoretik (* 7. listopadu 1886)
  - John James Rickard Macleod, skotský fyziolog, nositel Nobelovy ceny (* 6. září 1876)
- 05. dubna – Achille Locatelli, italský kardinál (* 15. března 1856)
- 06. dubna – Şehzade Ömer Hilmi, syn osmanského sultána Mehmeda V. (* 2. března 1886)
- 14. dubna – Emmy Noetherová, německá matematička (* 23. března 1882)
- 21. dubna – Lucy Duff-Gordonová, britská módní návrhářka (* 13. června 1863)
- 23. dubna – Wanda von Debschitz-Kunowski, německá fotografka (* 8. ledna 1870)
- 29. dubna – Leroy Carr, americký bluesový zpěvák, klavírista a skladatel (* 27. března 1905)
- 08. května – Antonio Guiteras, kubánský politik (* 22. listopadu 1906)
- 12. května – Józef Piłsudski, polský revolucionář a státník (* 5. prosince 1867)
- 14. května – Magnus Hirschfeld, německý lékař a sexuolog (* 14. května 1868)
- 15. května – Kazimir Malevič, ukrajinsko-polský malíř (* 23. února 1878)
- 17. května
  - Antonia Mesina, sardinská panna a mučednice, blahoslavená (* 21. června 1919)
  - Paul Dukas, francouzský hudební skladatel (* 1. října 1865)
- 19. května – Thomas Edward Lawrence, britský voják, cestovatel a arabista (* 16. srpna 1888)
- 21. května
  - Jane Addamsová, americká sociální pracovnice, nositelka Nobelovy ceny míru (* 6. září 1860)
  - Hugo de Vries, nizozemský botanik, evoluční biolog (* 16. února 1848)
- 28. května – Michal Arturovič Zimmermann, ruský právník žijící v Čechách (* 21. listopadu 1887)
- 04. června – Alí ibn Husajn, král Hidžázu a emír Mekky (* 1879)
- 05. června – James E. Quibell, britský egyptolog (* 11. listopadu 1867)
- 06. června – Julian Byng, 1. vikomt Byng, britský polní maršál (* 11. září 1862)
- 07. června – Ivan Vladimirovič Mičurin, ruský šlechtitel a ovocnář (* 15. října 1855)
- 18. června – René Crevel, francouzský surrealistický básník a spisovatel (* 10. srpna 1900)
- 21. června – Alfred Roller, vídeňský scénograf, malíř, grafik a pedagog (* 2. října 1864)
- 24. června – Carlos Gardel, argentinský zpěvák tanga (* 11. prosince 1890)
- 02. července – Michał Bobrzyński, polský historik, státní úředník a politik (* 30. září 1849)
- 03. července – André Citroën, francouzský podnikatel (* 5. února 1878)
- 04. července – Leopold Ferdinand Salvátor, syn Ferdinanda IV. Toskánského (* 2. prosince 1868)
- 12. července – Alfred Dreyfus, francouzský důstojník, křivě obviněný za velezradu (* 9. října 1859)
- 19. července – Arthur Drews, německý filosof a spisovatel (* 1. listopadu 1865)
- 22. července – Rašíd Ridá, islámský reformátor (* 23. října 1865)
- 23. července – Otto Glöckel, politik, autor rakouské školské reformy (* 8. února 1874)
- 03. srpna – Şehzade Mehmed Abdülkerim, osmanský princ a vnuk sultána Abdulhamida II. (* 27. června 1906)
- 15. srpna – Paul Signac, francouzský malíř (* 11. listopadu 1863)
- 18. srpna – Fran Šuklje, zemský hejtman Kraňska (* 24. října 1849)
- 21. srpna – John Hartley, anglický tenista (* 9. ledna 1849)
- 22. srpna – Pavlos Kunduriotis, řecký admirál (* 9. dubna 1855)
- 27. srpna – Childe Hassam, americký impresionistický malíř (* 17. října 1859)
- 29. srpna – Astrid Švédská, belgická královna (* 17. listopadu 1905)
- 30. srpna – Henri Barbusse, francouzský prozaik (* 17. května 1875)
- 31. srpna – Herman Bernstein, americký novinář, spisovatel a politik (* 21. září 1876)
- 01. září – Abraham Isaac Kook, židovský myslitel (* 8. září 1865)
- 03. září – Charles J. Vopicka, českoamerický podnikatel a diplomat (* 3. listopadu 1857)
- 18. září – Vojislav Marinković, předseda vlády Království Jugoslávie (* 13. května 1876)
- 19. září – Konstantin Eduardovič Ciolkovskij, teoretik raketových letů (* 17. září 1857)
- 25. září – Sarah Choate Sears, americká malířka a fotografka (* 5. května 1858)
- 20. října – Arthur Henderson, britský politik (* 13. září 1863)
- 23. října – Charles Demuth, americký malíř (* 8. listopadu 1883)
- 02. listopadu – Ferdinand Flodin, švédský fotograf (* 10. února 1863)
- 06. listopadu – Henry Fairfield Osborn, americký geolog a paleontolog (* 8. srpna 1857)
- 08. listopadu – Paolo Orsi, italský archeolog (* 18. října 1859)
- 20. listopadu
  - John Jellicoe, britský admirál (* 5. prosince 1859)
  - Izz ad-Dín al-Kassám, arabský nacionalista a terorista (* 19. listopadu 1882)
- 25. listopadu
  - Ijasu V., etiopský císař (* 4. února 1887)
  - Anastázie Černohorská, princezna černohorská, velkokněžna ruská (* 23. prosince 1868)
- 29. listopadu – Ivar Otto Bendixson, švédský matematik (* 1. srpna 1861)
- 30. listopadu – Fernando Pessoa, portugalský spisovatel (* 13. června 1888)
- 02. prosince – James Henry Breasted, americký archeolog, egyptolog a historik (* 27. srpna 1865)
- 04. prosince – Charles Richet, francouzský lékař, fyziolog a psycholog, nositel Nobelovy ceny za fyziologii nebo lékařství (* 25. srpna 1850)
- 13. prosince
  - Victor Grignard, francouzský chemik, nositel Nobelovy (* 6. května 1871)
  - Katherine Routledge, britská archeoložka (* 11. srpna 1866)
- 14. prosince – Stanley G. Weinbaum, americký spisovatel (* 4. duben 1902)
- 17. prosince – Juan Vicente Gómez, venezuelský prezident (* 24. července 1857)
- 19. prosince – James Aurig, německý fotograf (* 28. října 1857)
- 21. prosince – Kurt Tucholsky, německý novinář, satirik a spisovatel (* 9. ledna 1890)
- 24. prosince – Alban Berg, rakouský hudební skladatel (* 9. února 1885)

## Hlavy státu
Evropa:
- Československo – Tomáš Garrigue Masaryk/Edvard Beneš
- Litva – Antanas Smetona

Asie:
- Japonsko – Císař Šówa